# Kölner Domfenster

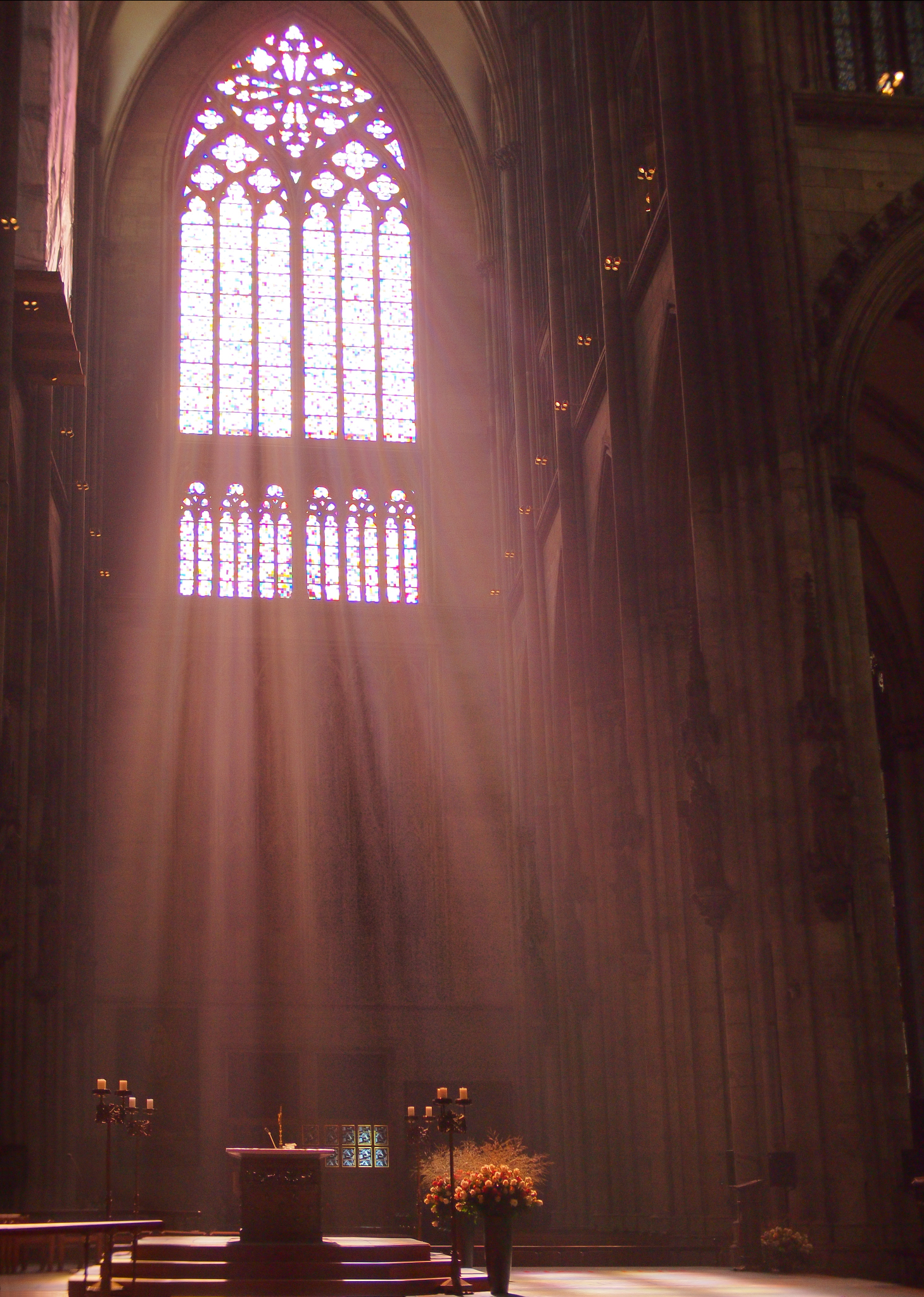
Ungefähr 4900 Farben: Das Richter-Fenster im Kölner Dom

Die Kölner Domfenster erzeugen im Dom ein farbiges Licht, das im Mittelalter als wahrnehmbarer Eindruck der Allmacht Gottes galt. Im Geiste der neuplatonisch-scholastischen Lichtmystik war das gotische Bausystem des Doms darauf ausgerichtet, möglichst große Fensterflächen zu schaffen, um den angestrebten Farbklang zu erzielen. In Köln erzeugten die Baumeister im 14. Jahrhundert eine pastellfarbene Lichtwirkung, die unter den mittelalterlichen Kirchen einzigartig blieb. Sie ist im Domchor bis heute erhalten. Insgesamt hat der Dom rund 10.000 m² Fensterfläche, von der rund 1.500 m² aus dem Mittelalter stammt.

## Farbwirkung im Dom

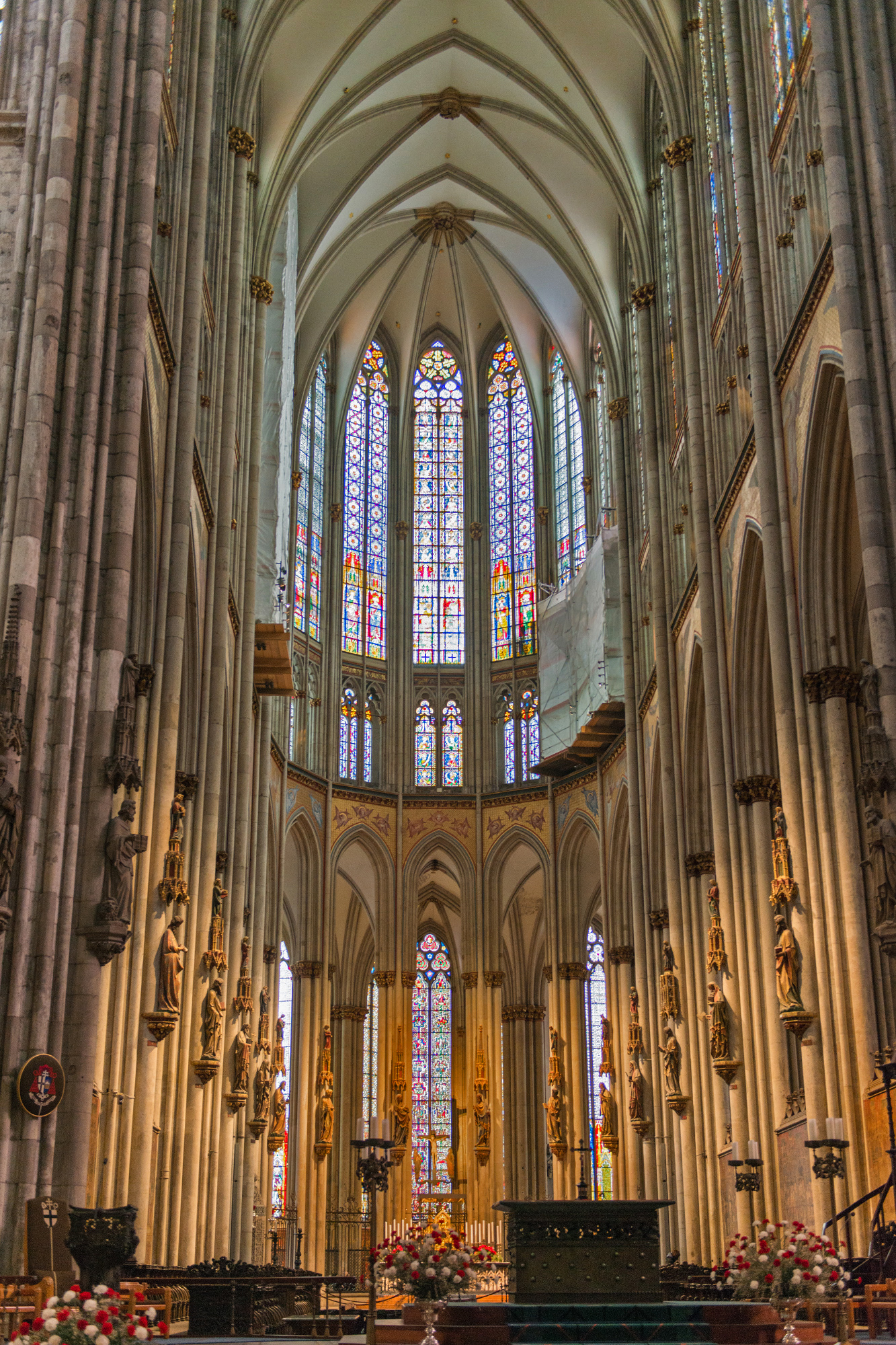
Delikate pastellmäßige Farbskala: Lichtwirkung im Kölner Domchor (seit 1340)

Das gotische Bausystem ist im Frankreich des 12. Jahrhunderts entwickelt worden, um mit möglichst großen Fensterflächen die Kathedrale in getöntes Licht zu tauchen. Dazu werden die Lasten des Gewölbes über Kreuzrippen auf die Pfeiler übertragen, die von außen durch das Strebewerk gehalten werden. Die Wände können in Maßwerk aufgelöst und mit farbigen Gläsern gefüllt werden: die Architektur „erscheint nur noch als filigranhaftes steinernes Gerüst“, und die Glasmalerei, die darin eingespannt ist, erhält eine Schlüsselstellung im Gesamtkunstwerk Kathedrale. Gotische Kirchen, so formulierte der Kölner Dombaumeister Peter Füssenich, „sind aus Licht gebaut.“
Suger, der Abt von St. Denis, hatte diese Bauform wesentlich vorangetrieben. Er wurde dabei weniger von bautechnischen Einsichten, als durch theologische Überlegungen geleitet. Denn das Licht galt nach der damals herrschenden, neuplatonisch-scholastischen Überzeugung als eine wahrnehmbare Eigenschaft, die auf den einen göttlichen Ursprung hinweist. Licht bewies die Allmacht Gottes; so wurde vor allem die Lichtmystik des im 12. Jahrhundert viel gelesenen Kirchenlehrers Pseudo-Dionysius Areopagita verstanden. In diesem Verständnis sollte die gotische Kathedrale zu einem Lichtraum werden, die als Abglanz der Himmelskathedrale interpretiert wurde. „Die mystische Glut der Farbfenster“ aber ließ fast körperhaft die Anwesenheit Gottes spürbar werden und versetzte die Besucher der Kirche in den Zustand der kultischen Verzauberung. Von den farbigen Fenstern ging eine ungeheure Bildgewalt aus, die heute nur noch schwer nachvollzogen werden kann. So wurde die durchlichtete gotische Kathedrale zu einem Ort, der durch seine gedämpfte Farbigkeit Gottesnähe erlebbar machte.
Die Kölner bauten die vierte hochgotische Kathedrale, die wie ihre Vorgänger-Bauten von Chartres (ab 1194), Reims (ab 1211) und Amiens (ab 1218) diesen Prinzipien folgte. Insbesondere war das hochgotische Bausystem des Kölner Domes von Anfang an darauf ausgerichtet, die Wände weitgehend aufzulösen und möglichst große Fensterflächen zu schaffen. Am Dom entschieden sich die Baumeister wie die in Saint Denis dazu, sogar das Triforium zu verglasen, obwohl dadurch eine besonders komplizierte Konstruktion zur Wasserableitung der Seitenschiff-Dächer notwendig wurde. Von allen großen Kathedralen hat Köln die größte Fensterfläche im Verhältnis zur Kirchenlänge. Daher wird der Dom auch als „überaus harmonisches Glashaus“ bezeichnet.
So bedeutend also die Durchlichtung und die Farbwirkung für den Kölner Dom war, so wesentlich wich die Kölner Realisierung von den französischen Vorbildern ab. In der Folge des beeindruckenden Farbklangs von Chartres wurde in den meisten gotischen Kirchen bis über das Jahr 1250 hinaus eine dichte, rot-blaue Glasfärbung geschaffen, die die königliche Farbe Purpur wiedergeben sollte.
In Köln allerdings zeigte sich ein anderes Verhältnis zum Licht: Im Dom wurde versucht, einen helleren Farbklang zu erzeugen, als in den französischen Kathedralen üblich war. Das war möglicherweise von der bevorzugten Praxis der Zisterzienser für weißsilbrige Grisaille-Scheiben beeinflusst. Eventuell setzte sich auch eine andere ästhetische Auffassung der Mystik durch, die sich das Himmelslicht eher in zarten und lichteren Farben vorstellen wollte.
Die um 1340 vollendete Verglasung des Chores kombinierte sowohl im Obergaden als auch im Kapellenkranz farbintensive Figurenbänder mit hohen, darüber aufragenden Ornamentbahnen aus hellen Scheiben. Diese ließen – verglichen mit den französischen Vorbildern – relativ viel Licht in den Kirchenraum. Die Scheiben im Obergaden zeigen bei der Figurendarstellung im unteren Teil der Fenster rosafarbige, hellgrüne und gelbe Farbe, die mit lichtem Blau und einem hellen Rot kombiniert sind. Im Chorumgang wurde eine intensivere Farbpalette für die Figurendarstellungen gewählt, bei der die Farben auf kleinen Flächen nebeneinander gesetzt wurden, um ein juwelenhaftes Leuchten zu erzeugen. Durch die kleinteilig Untergliederung verlieren die Farbwerte dabei ihre Selbständigkeit. Insgesamt entstand so im Chor ein delikater, pastellmäßiger Farbklang, der in dieser Konsequenz unter den mittelalterlichen Kirchen Deutschlands einzigartig blieb. Trotz aller in den Jahrhunderten erfolgten Renovierungen ist er bis heute stimmig erhalten; er prägt die Lichtwirkung im Chor bis heute.

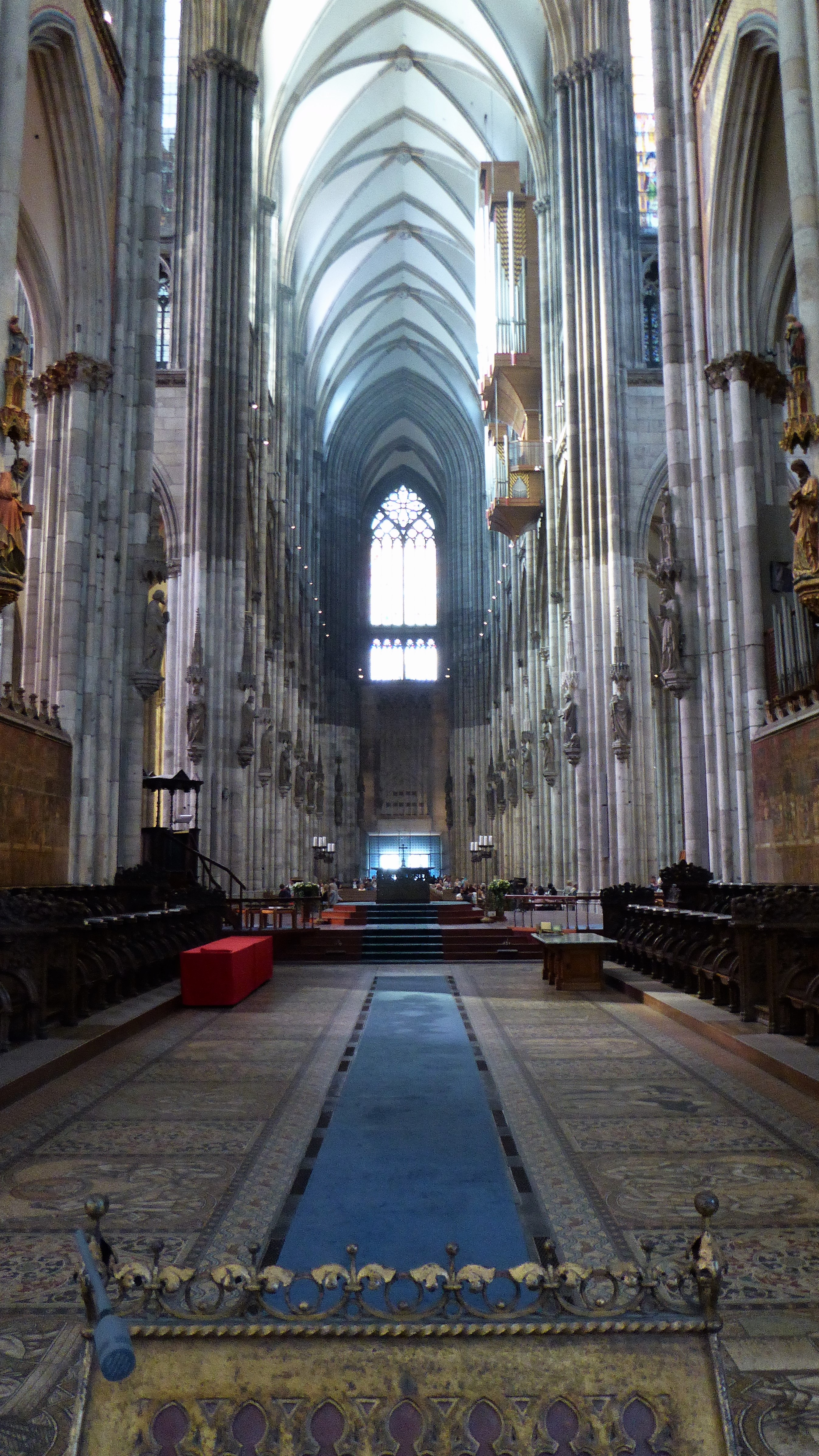
Graublau und dumpf: Farbeindruck der Nachkriegsmoderne im Langhaus (seit 1956)

Im 19. Jahrhundert zur Domvollendung war bekannt, welche Bedeutung die Glasmalerei für die Wirkung der Kathedrale hatte. Sulpiz Boisserée hatte in seinem Domwerk 1842 konstatiert, dass der Dom im Mittelalter als „Sinnbild des aus Edelsteinen erbauten himmlischen Jerusalems“ begriffen worden sei. Dieses Sinnbild sei durch den Umfang und die Wirkung der farbigen Glasfenster „auf die überraschendste Weise vergegenwärtigt“ worden. In weitgehender Umsetzung von Boisserées Empfehlungen wurde die ergänzten Bauabschnitte des Dom daher durch die Baumeister im 19. Jahrhundert mit einem farbsatten Lichtklang versehen. Die eingesetzten Fenster hatten im Lang- und Querhaus den Farbklang im Dom durch intensive, rot- und violettgrundige Farben erweitert, ohne die hochgotische Tradition vollständig zu verlassen. Die neugotische Verglasung im Obergaden, die für den Lichteindruck im Dom wesentlich ist, hatte die im Mittelalter geschaffene Kombination von einem farbigen Figurenband mit einer dahinter aufsteigenden hellen Ornamentverglasung getreulich fortgesetzt. Die Figuren des sogenannten Welter-Zyklus waren allerdings starkfarbiger gestaltet als die mittelalterlichen Könige im Hochchor. Zusätzliche kräftige farbige Akzente setzten die an Ölgemälde erinnernden Fenster des Bayernzyklus im südlichen Langhaus und das große Westportalfenster von Carl Julius Milde, das einen purpurfarbenen Farbeindruck erzeugt. Dombaumeisterin Barbara Schock-Werner urteilte 2007, es „muss ein prächtiger Anblick gewesen sein und den Raum mit herrlichem Licht erfüllt haben.“ Durch die Zerstörungen im Zweiten Weltkrieg und die Distanz der Nachkriegsmoderne zur „brutalen Farbigkeit“ der Neugotik ist dieser Lichteindruck allerdings verloren gegangen.
Der Farbklang im Querschiff wird seit 2007 durch das neu geschaffene Richter-Fenster in der Südquerhausfassade dominiert. Dieses Fenster mit 72 Farbtönen auf über 11000 Quadraten wird vollständig von der Mittagssonne bestrahlt und wirft daher „mit unvergleichlicher Präsenz“ ein intensives, facettenreiches Licht in den Dom. Bei der Entwicklung des Fensters wurde besonders darauf geachtet, dass die Farben den angestrebten festlichen Eindruck erzielten, der zudem mit der Farbigkeit der neugotischen Fenster harmonieren sollte. Dombaumeisterin Barbara Schock-Werner, die die fünf Jahre dauernde Entwicklung des Richter-Fensters intensiv begleitet hat, erklärte: „Glasmalerei muss man an Ort und Stelle überprüfen. Die Farben verändern sich unter Licht. Deswegen haben wir für dieses Fenster 17 Entwürfe gemacht, bis wir den hatten.“ Einige Farbentwürfe waren als zu weihnachtlich verworfen worden oder erinnerten zu sehr an Badezimmer-Farben. Für den schließlich verwendeten Farbentwurf hatte der Künstler Gerhard Richter besonders viele Grün- und Gelbtöne ausgewählt, die bei Durchlichtung einen differenzierten Farbklang erzeugen.
Durch die Realisierung des Richter-Fensters findet der Dombau wieder Anschluss an die neugotischen Vorstellungen über die Lichtwirkung im Dom. Im Querhaus wird diese Lichtwirkung zusätzlich durch die noch laufende Rekonstruktion der Obergadenverglasung und die bereits erfolgte Wiedereinsetzung von Paulus- und Petrusfenster erreicht. Moderne Künstler können auch in der Wirkung der Kirchenfenster wieder etwas transzendentes erkennen: „In den Fenstern dieser Wände und in den Wänden, die gleichzeitig Lichtquellen sind, offenbart sich etwas anderes, nämlich, dass das Licht, das Christus ist, die Wände zu durchdringen vermag.“
Dagegen ist der Lichteindruck im Langhaus noch durch die Nachkriegsmoderne geprägt. Der damals verantwortliche Dombaumeister Willy Weyres hatte die „brutale Farbigkeit“ der Bayernfenster abgelehnt und insgesamt einen helleren, in seiner Wahrnehmung modernen Farbklang erreichen wollen. Die Obergadenfenster sind mit Ornamentscheiben gefüllt, die vor allem blaue, graue und grüne Farben kombinieren. Daraus entsteht teilweise ein blasses, besonders bei Sonneneinstrahlung allerdings ein dumpfes, blaugraues Licht im Langhaus. Heute überwiegt die Unzufriedenheit mit den blass-grauen Scheiben.

## Geschichte

### Gotische Fenster im Chor

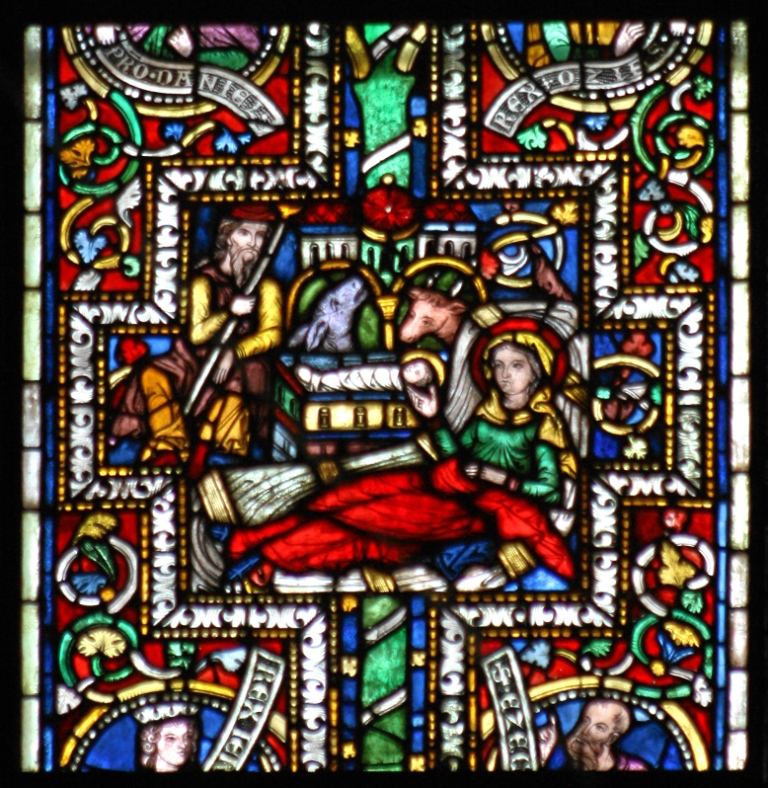
Ältestes Fenster im Dom: Bibelfenster im Zackenstil (Detail, um 1260)

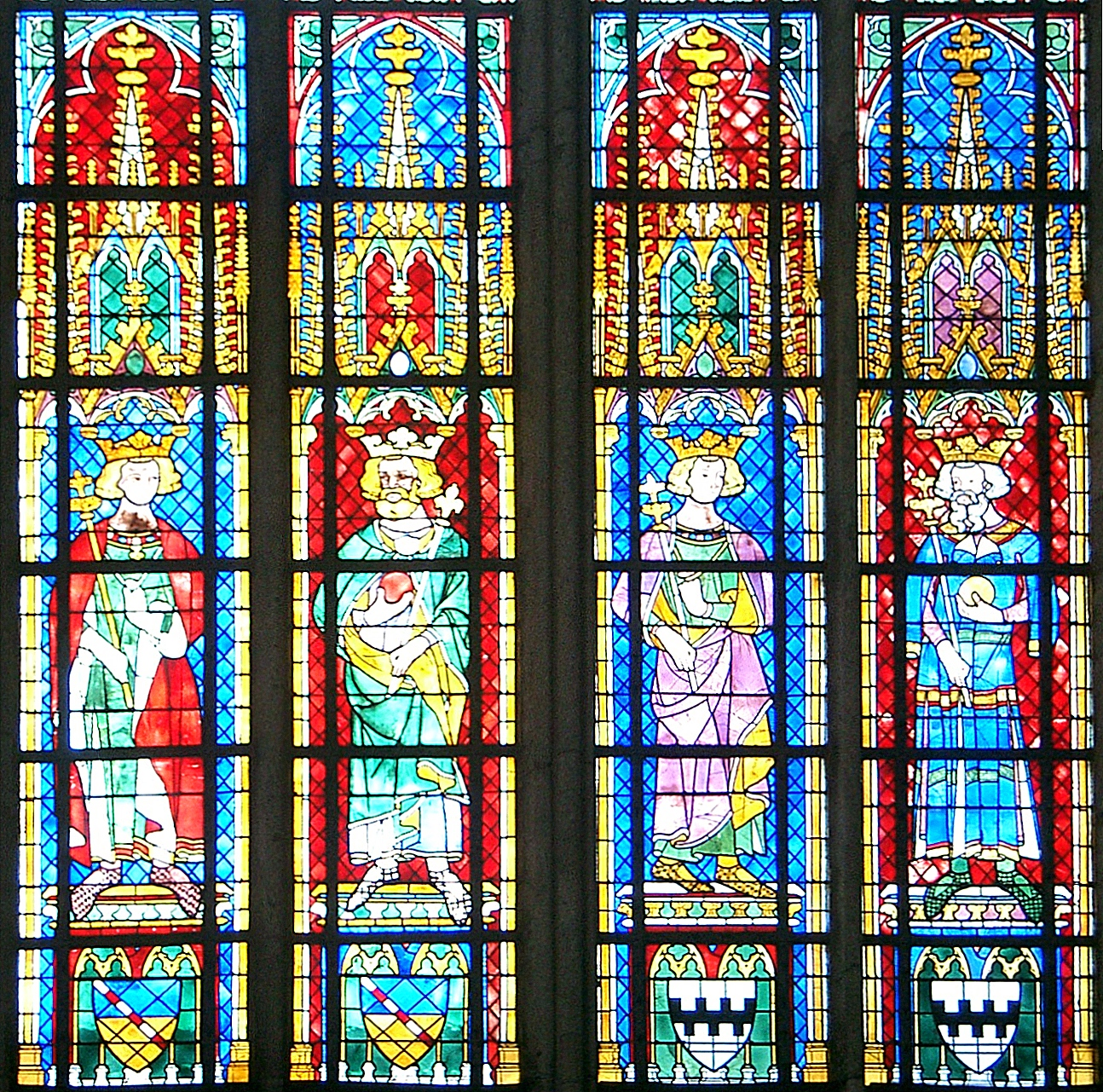
Pastelliger, lichter Farbton: Hochgotischer Königszyklus (Detail, um 1310)

Die Dombaumeister setzten die Glasscheiben ein, sobald ein Bauabschnitt des aufgehenden Mauerwerkes das zuließ. Daher wurde die erste Verglasung des Kapellenkranzes um 1260 geschaffen, als dieser von Dombaumeister Gerhard vollendet worden war. Als mittleres Fenster in der zentralen Dreikönigenkapelle wurde eine Bildwand mit Medaillonstrukturen im Zackenstil eingesetzt. Der Zackenstil war ein spätromanischer Kunststil im Übergang zur Gotik, bei dem die Künstler durch zackige Aufbauschungen der Gewänder Bilddynamik erreichen und Bewegung darstellen wollten. Der Stil war aus der byzantinischen Kunst über die normannischen Königreiche Siziliens und London nach Köln übermittelt worden und lässt sich bis nach 1280 im Rheinland nachweisen. Das Bibelfenster gehört stilistisch damit noch der Spätromanik an. Die Motive zeigen jeweils zehn Szenen des alten und neuen Testamentes. Eine Begebenheit des Leben Jesu (auf der rechten Seite) ist einem entsprechenden Vorbild aus dem Alten Testament auf der linken Seite zugeordnet. Dieses Bibelfenster, das heute oft als „älteres Bibelfenster“ bezeichnet wird, ist das älteste erhaltene Fenster im Dom.
Die anderen Fenster des Kapellenkranzes, der zunächst ausschließlich Geistlichen vorbehalten war, wurden rein ornamental mit hellen Grisaille-Scheiben verglast. Darin spiegelte sich ein damals modernes, neues Verhältnis zum Licht, das mit der einsetzenden Mystik einher ging. Die Grisaille-Scheiben, die durch bewegte Ranken gegliedert waren, sind heute verloren; wenige Restscheiben wurden Mitte des 19. Jahrhunderts durch Nachzeichnungen überliefert. Auf dieser Grundlage wurden sie für die Johanneskapelle rekonstruiert.

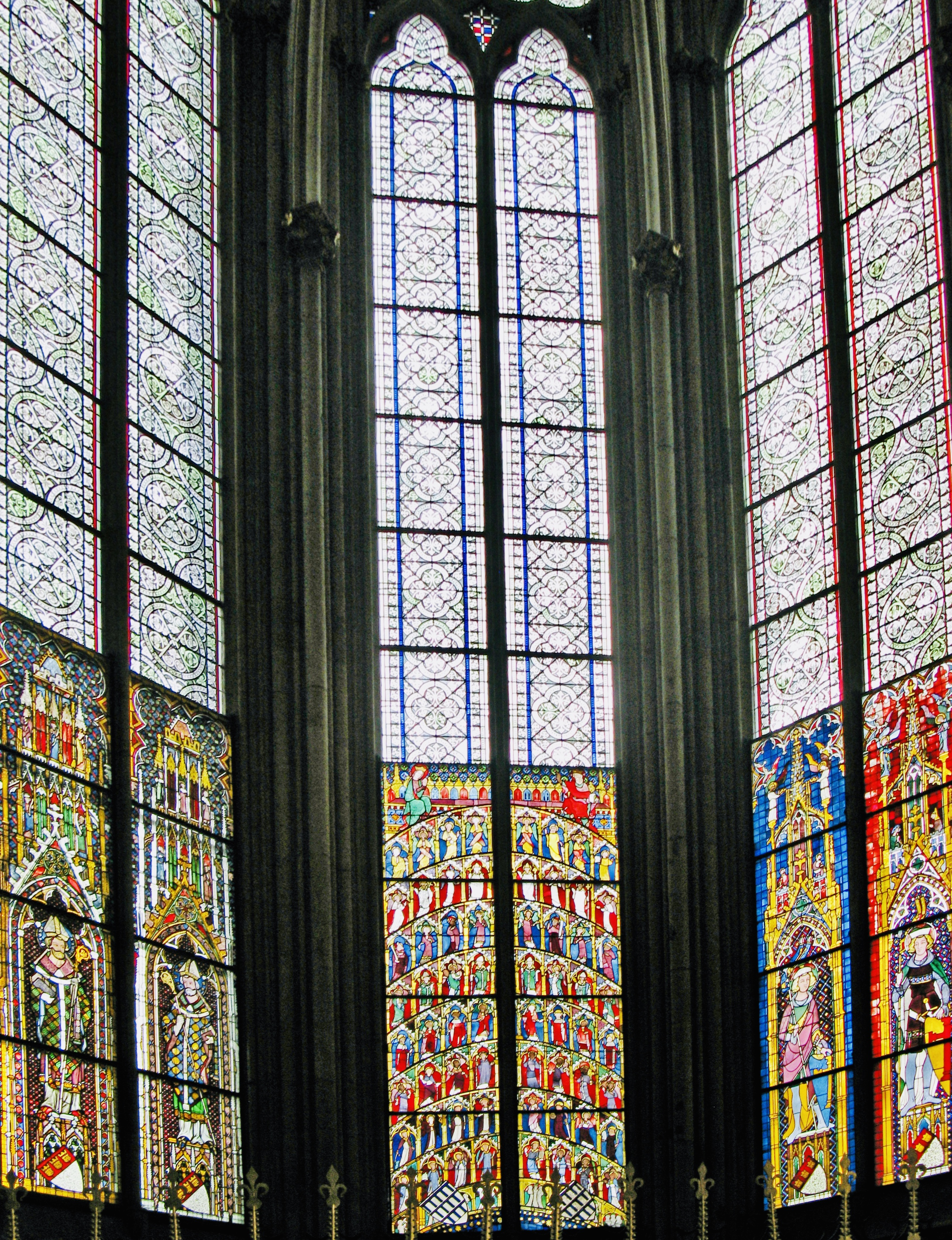
Pathos der Dreiteiligkeit: Fenster der Johanneskapelle (um 1340)

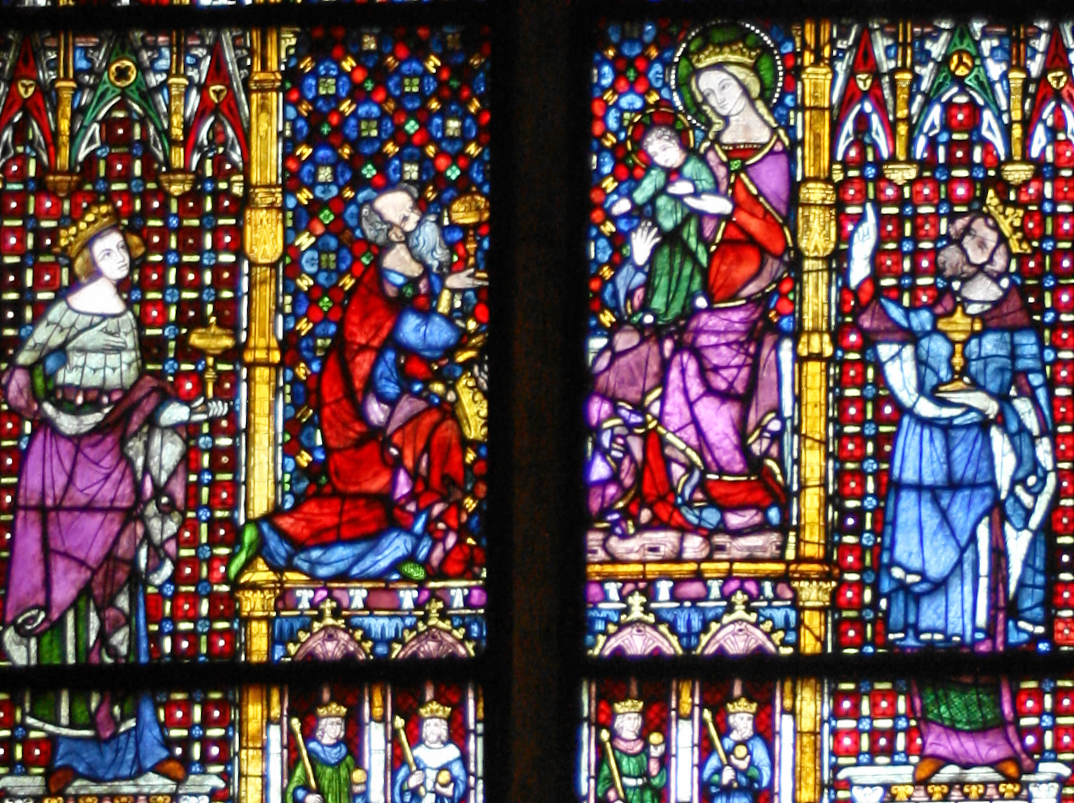
Juwelenhafter Farbakkord: Dreikönigenfenster in der Michaelskapelle (Detail, um 1340)

Der Hochchor wurde bis 1311 von Dombaumeister Arnold und seinem Sohn Johannes fertig gestellt und verglast. Für den Obergaden wurden 15 Fenster mit einer Höhe von je 17,80 Meter geschaffen, die annähernd vollständig erhalten sind. Mit 850 Quadratmetern Fläche sind sie heute der größte erhaltene Glasmalereizyklus des 14. Jahrhunderts. Die Fenster des sogenannten Königszyklus zeigen 48 Königsgestalten, deren Identität unterschiedlich gedeutet wurde. Wahrscheinlich stellen die Bärtigen die 24 Ältesten der Apokalypse dar und die Bartlosen die 24 Könige von Juda. Die Bildkomposition ist hochgotisch: Die Standfiguren sind vor Architekturtabernakeln abgebildet, über denen sich mit Farbstrukturen durchzogene Ornamentscheiben befinden. Der gesamte Zyklus folgt in Anordnung und Farbigkeit einem festen Rhythmus. Die Tabernakel sind abwechselnd goldgelb oder weiß gehalten; an den Langseiten wechselt zudem die Darstellung der Architekturelemente und die Farbigkeit des Hintergrundes. Insgesamt verschafften die Gläser dem Dom einen zarten, lichten Farbton mit einer reichen, aber insgesamt pastellmässigen Farbskala, die sich in anderen Kirchen Deutschlands nie in dieser Konsequenz zeigte.
In den Chorkapellen wurden die Ornamentscheiben erst 1330/1340 mit einem figürlichen Bildprogramm ersetzt. Möglicherweise wurden die Grisaillescheiben als veraltet empfunden. Wahrscheinlich aber gab die neue Nutzungssituation den Ausschlag für die neuen Fenster. Der Chorumgang wurde für die durchreisenden Pilger geöffnet, für die ein farbiges Figurenprogramm notwendig und auch didaktisch hilfreich schien. Die Glasgemälde in den Chorkapellen sind kleinteilig und von hoher Qualität; sie wurden allerdings in den Jahrhunderten stark erneuert. Von den 19 Fenstern stammen noch 9 aus dem Mittelalter, aber auch diese entsprechen heute nicht mehr der ursprünglichen Anordnung. Darüber hinaus haben sich zwei Fenster aus der Marienkapelle erhalten, die sich heute ebenfalls im Kapellenkranz befinden.
Im Mittelalter zeigten alle Kapellenfenster eine ausgeprägte Dreiteiligkeit, die typisch für die Hochgotik ist. Dieses Pathos der mittelalterlichen Bildkomposition ist heute nur noch als Prinzip in der Johanneskapelle erkennbar. In der Achskapelle befanden sich neben dem Bibelfenster ursprünglich rechts wie links bahnübergreifende Bildkompositionen. Der Anbetung Mariens auf der linken Seite war wahrscheinlich rechts die Darbringung Christi im Tempel gegenübergestellt. In den anderen Kranzkapellen befand sich jeweils im Mittelfenster eine Bildkomposition, die rechts und links von Standfiguren in Architekturtabernakeln flankiert wurde. Die Figuren stellten neben 10 Heiligen vermutlich die 12 heiligen Bischöfe Kölns dar. Sie wurden damit den in den Chorpfeilerfiguren abgebildeten 12 Aposteln gegenübergestellt, was einen einzigartigen heilsgeschichtlichen Anspruch formulierte.
Trotz aller Umstellungen und Erneuerungen hat sich der Farbkanon der Chorkapellenfenster bis heute weitestgehend erhalten; die ausgeprägte funkelnde Farbigkeit war darauf angelegt, einen vorbeischreitenden Pilger mit „juwelenhaften Farbakkorden“ zu beeindrucken.

### Zyklus der Kölner Malerschule
Im 14. Jahrhundert errichteten die Dombaumeister den südlichen Teil des Langhauses. 1388 war dieses Kirchenschiff als eine Art Hallenkirche zwei Joche breit und 7 Joche lang und mit einem provisorischen Dach ohne Gewölbe für Gottesdienste nutzbar. In den Seitenwänden wurden 1410 bis 1445 große Bildfenster eingesetzt, die allerdings vollständig verloren sind.

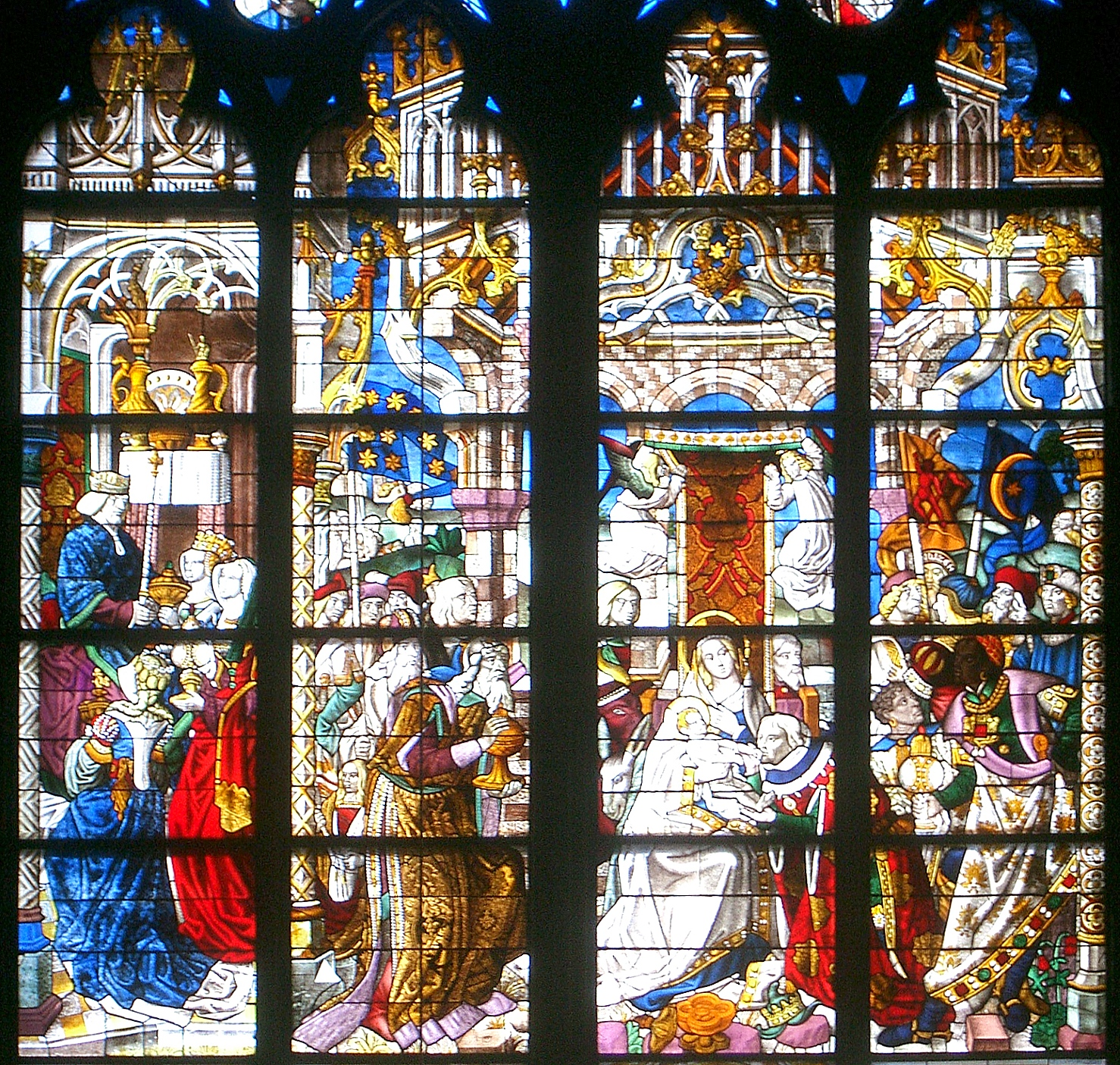
Malen auf Glas: das Drei-Königen-Fenster von 1508 ähnelt einem Flügelaltar mit fehlendem rechten Flügel (Detail)

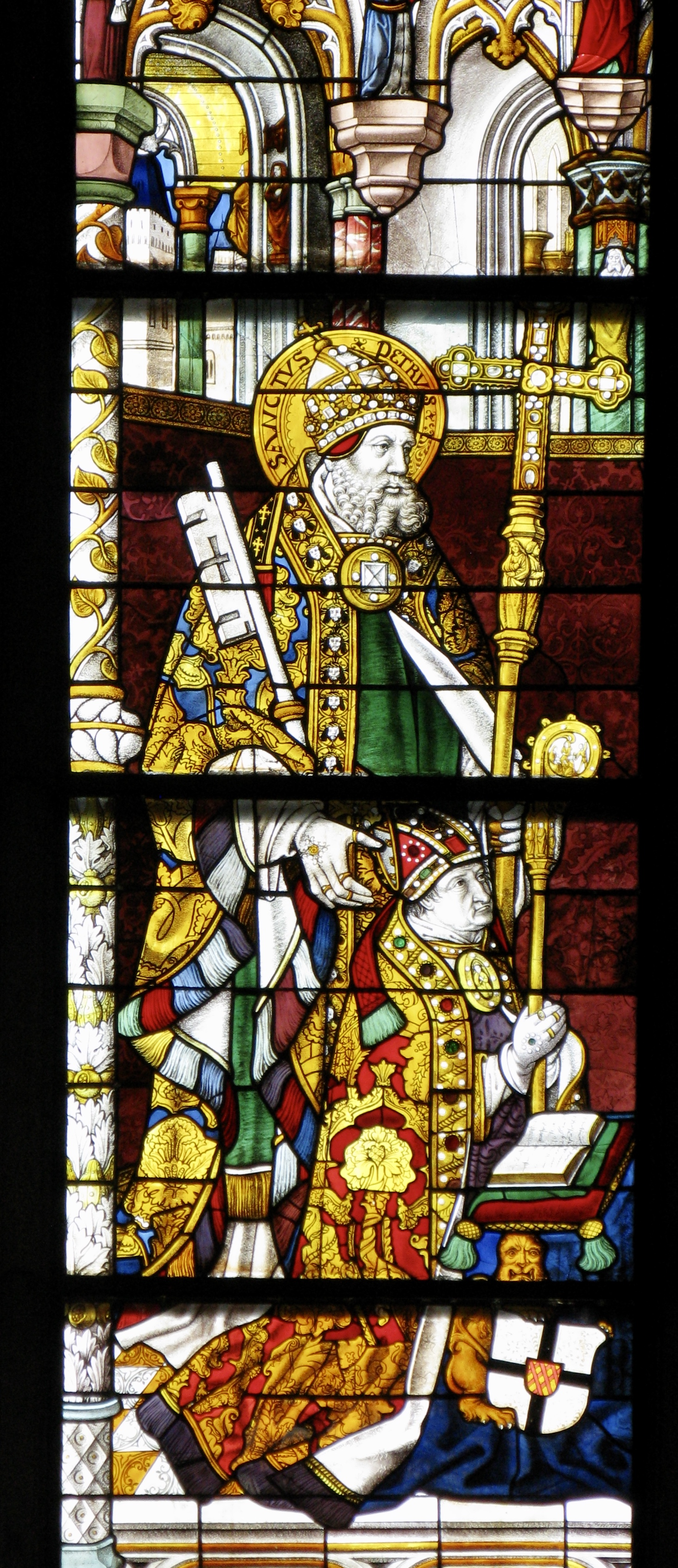
Illusion von Edelsteinen: Handwerkliche Meisterschaft der Kölner Glasmaler im Petrus-Wurzel-Jesse-Fenster (Detail, 1508)

Kurz nach 1500 war auch das nördliche Seitenschiff nutzbar, das mit einem großen, sehr qualitätsvollen Fensterzyklus aus fünf Glasgemälden verglast wurde, der bis heute vorzüglich erhalten ist. Die Fenster wirken, als wären Bildschöpfungen der Kölner Malerschule direkt aus der Tafelmalerei in Glasbilder umgesetzt worden. Seit dieser Zeit können wir zwischen dem entwerfenden Maler und dem ausführenden Glasmaler unterscheiden. Die Fenster zeigen daher exemplarisch, wie zu Beginn den 16. Jahrhundert aus dem Malen mit Glas ein Malen auf Glas geworden war. Allerdings hatten die Glasfenster damit auch an originären Kompositionsideen und eigenständigen Farbwelten eingebüßt.
Das Bildprogramm ähnelt einem überdimensionalen aufgeklappten Altar. Die Entwürfe werden dem Meister der Heiligen Sippe und dem Meister von Sankt Severin zugeschrieben, zwei bedeutenden Vertretern der Kölner Malschule. Die Komposition und die einzelnen Darstellungen verbinden malerische Prägnanz mit festlichen Ausschmückungen und einer greifbaren Abbildung auch von Details. Sie scheinen vom Portinari-Altar des Hugo van der Goes und vom Columba-Altar des Rogier van der Weyden beeinflusst. In der Mitte des Fensterzyklus findet sich das von der Stadt Köln gestiftete Fenster mit der Geburt Christi, vergleichbar der Mitteltafel eines Flügelaltars. Die beiden seitlich anschließenden Fenster zeigen die Patrone des Domes: die vierbahnigen Petrus- und Mariendarstellungen entsprechen den inneren Seitenflügeln. Die beiden äußeren Halbfenster mit der Passion Christi und der Krönung Mariens vergleichen sich mit den Altar-Außenflügeln.
Das Glasmaler bewiesen bei der Herstellung der Fenster die besondere Qualität und Fertigkeit der Kölner Glasmalerei. Sie handhabten in voller Souveränität alle technischen Mittel: Bei der Nutzung von Braunlot als Malfarben beherrschten sie alle Nuancen zwischen einem tief dunklen und einem hellen Braun. Das verbanden sie mit Silberlot (goldgelb), mit dem sie zudem auf blauem Glas ein Grün und auf grünem Glas ein Blau entstehen ließen. Im Detail schwelgten sie in ihren Fähigkeiten und ließen in einem roten Schriftband goldgelb den Namen des Heiligen erscheinen, indem sie das Überfangglas ausschliffen und die weißen Buchstaben mit Silberlot überzogen. Die Sorgfalt im Detail lässt sich auch am Pluviale des Stifters, Philipp II. von Daun ablesen. Diesem wurde kleine Farbgläser als Relief aufgeschmolzen, um die Illusion eines Edelsteinbesatzes zu erzeugen.

### Verluste im Barock
Im Zeitalter des Barock zeigte das rund 400 bis 450 Jahre alte gotische Glas im Dom Zeichen der Verwitterung. An der Außenseite hatte sich der sogenannte Wetterstein festgesetzt. Dabei handelt es sich um einen weißlichen, teilweise lichtundurchlässigen Belag, der durch Oxydation entsteht. Gleichzeitig bevorzugte der Barock helles Licht in der Kirche. So wurden im Zuge der Barockisierung um 1753 gotische Scheiben des Kapellenkranzes entfernt und gegen grünlich-weiße Gläser ausgetauscht. Als 1821 eine Bestandsaufnahme gemacht wurde, wurden von den ursprünglich 67 gotischen Fenstern noch 34 gezählt. Es wird geschätzt, dass zu dieser Zeit noch rund 3.900 mittelalterliche Scheiben im Dom vorhanden waren.

### Ergänzungen aus mittelalterlichem Fundus
Nach der französischen Besetzung Kölns 1794 wurden zahlreiche Kirchen säkularisiert und die Kirchengebäude abgerissen. Ferdinand Franz Wallraf, der damalige Rektor der Kölner Universität, bemühte sich darum, möglichst viele Glasscheiben aus diesen Kirchen zu sammeln, bis sie 1823 im Domarchiv untergebracht werden konnten. Dabei handelte es sich um rund 700 Scheiben, zu denen unter anderem die Fenster der Dominikanerkirche Heilig Kreuz und der Kreuzgänge aus St. Cäcilien und St. Apern gehörten. Eine größere Anzahl dieser mittelalterlicher Scheiben sind zwischen 1842 und 1880 im Dom eingesetzt worden, so dass der Dom heute elf vollständige Fenster aus diesem Fundus nutzt. Dazu gehören das Jüngere Bibelfenster in der Stephanuskapelle, das Christusfenster und das Bernhardfenster im Nordquerhaus sowie die Fenster in der Sakramentskapelle, in der Sakristei und im Kapitelsaal. Ende des 19. Jahrhunderts und Anfang des 20. Jahrhunderts erfolgten im Auftrag vom Domherren Alexander Schnütgen umfangreiche Rekonstruktions- und Erneuerungsarbeiten durch die Kölner Werkstätte für Glasmalerei Schneiders und Schmolz an zahlreichen mittelalterlichen Fenstern.

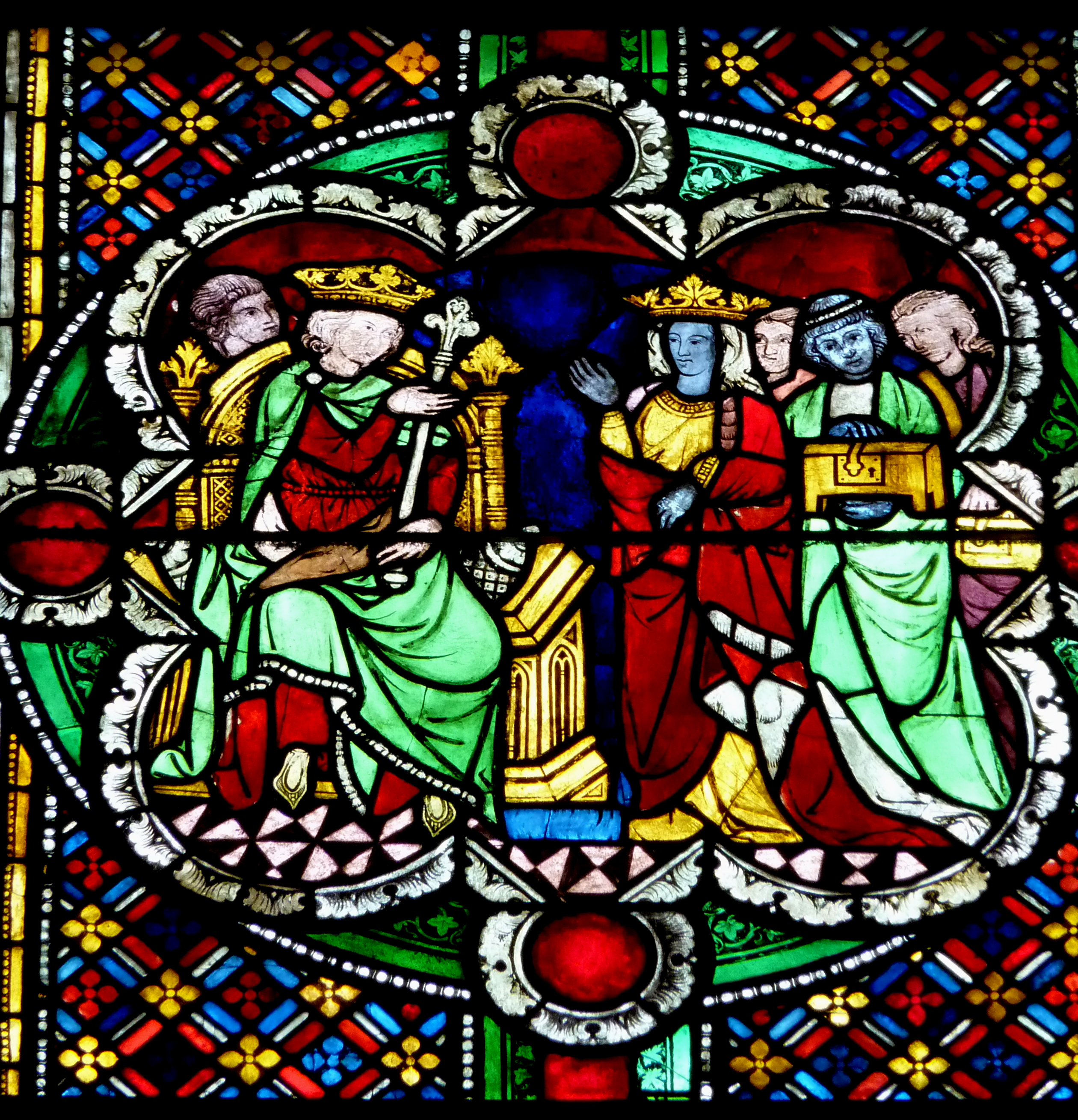
Gotischer Stil: Jüngeres Bibelfenster (Detail, um 1280)

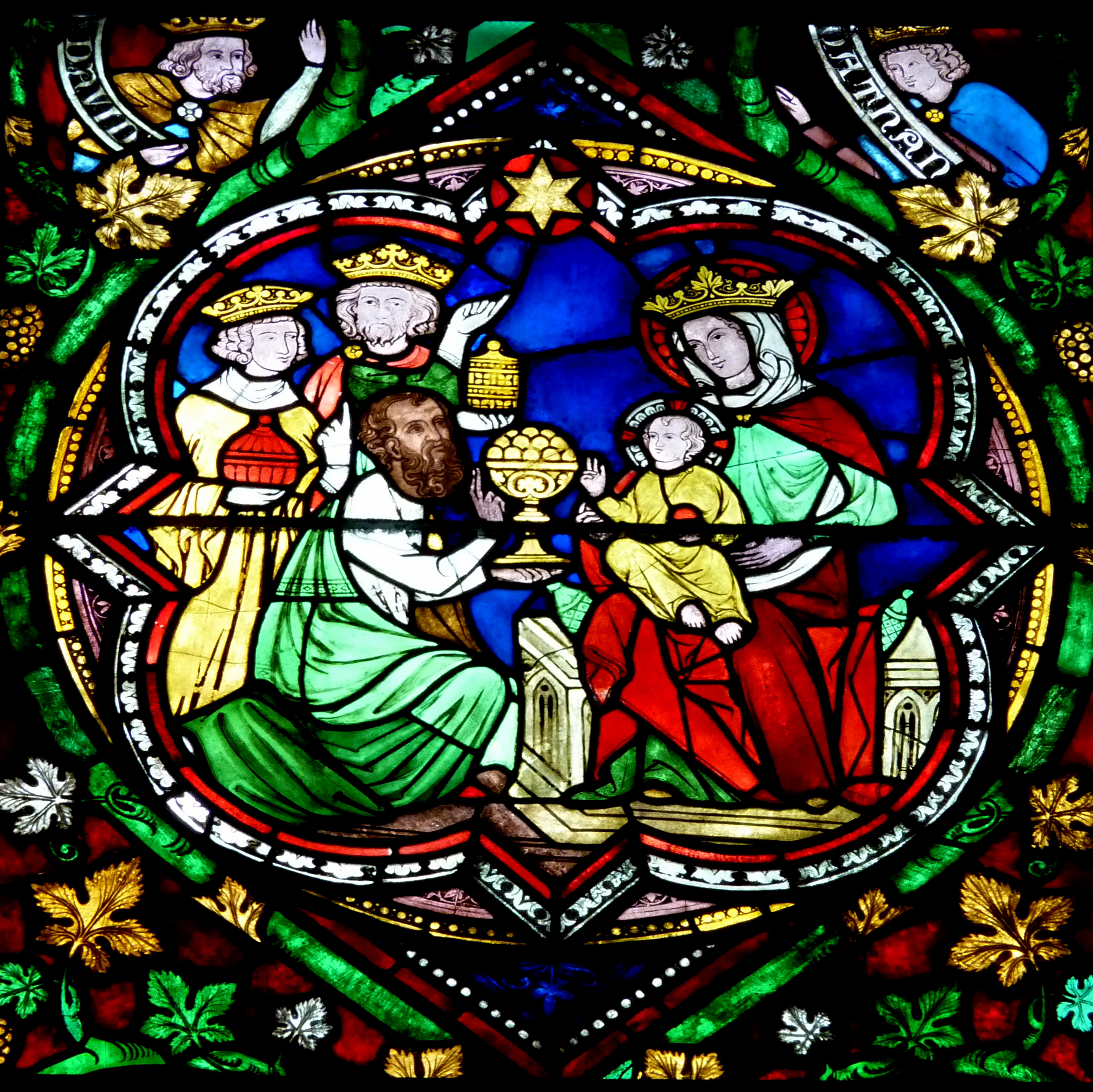
Aus dem Dominikanerkloster: Jüngeres Bibelfenster (Detail, seit 1892 in der Stephanuskapelle)

Das sogenannte Jüngere Bibelfenster war von Albertus Magnus und Erzbischof Siegfried von Westerburg um 1280 der Dominikanerkirche gestiftet worden. Die Scheiben wurden im Dom zunächst in der Sakristei und 1892 in rekonstruierter richtiger Reihenfolge in der Stephanuskapelle eingesetzt. Die Motive zeigen – wie bei Bibelfenstern üblich – Szenen aus dem Leben Jesu, denen Begebenheiten aus dem Alten Testament gegenübergestellt sind. Stilistisch ist das jüngere Bibelfenster das erste gotische Fenster im Dom. Es zeigt in gerundeten Medaillons eine Schönlinigkeit bei der Figurendarstellung, die an die um 1250 von Paris ausgehende Bildsprache anschließt. Diese löste um 1280 den bis dahin in Köln vorherrschenden rheinischen Zackenstil ab. Die Figuren des Fensters sind außerordentlich fein und qualitätsvoll gearbeitet.
Der Kölner Dom besitzt daher heute von den wenigen überlieferten typologischen Bibelfenstern aus dem Hochmittelalter gleich deren zwei. Obwohl beide in der szenischen Auswahl große Parallelen aufweisen, zeigen sie trotz ihres relativ geringen Altersunterschieds von nur 20 Jahren einen reizvollen Stilunterschied. Das ältere Bibelfenster von 1260 ist im rheinischen Zackenstil gestaltet und daher noch romanisch geprägt. Das um 1280 ursprünglich für die Dominikanerkirche geschaffene jüngere Bibelfenster adaptiert dagegen bereits in die aus Paris vermittelte Kunstauffassung der Schönlinigkeit und erschließt damit der Glasmalerei in Köln die gotische Stilauffassung.

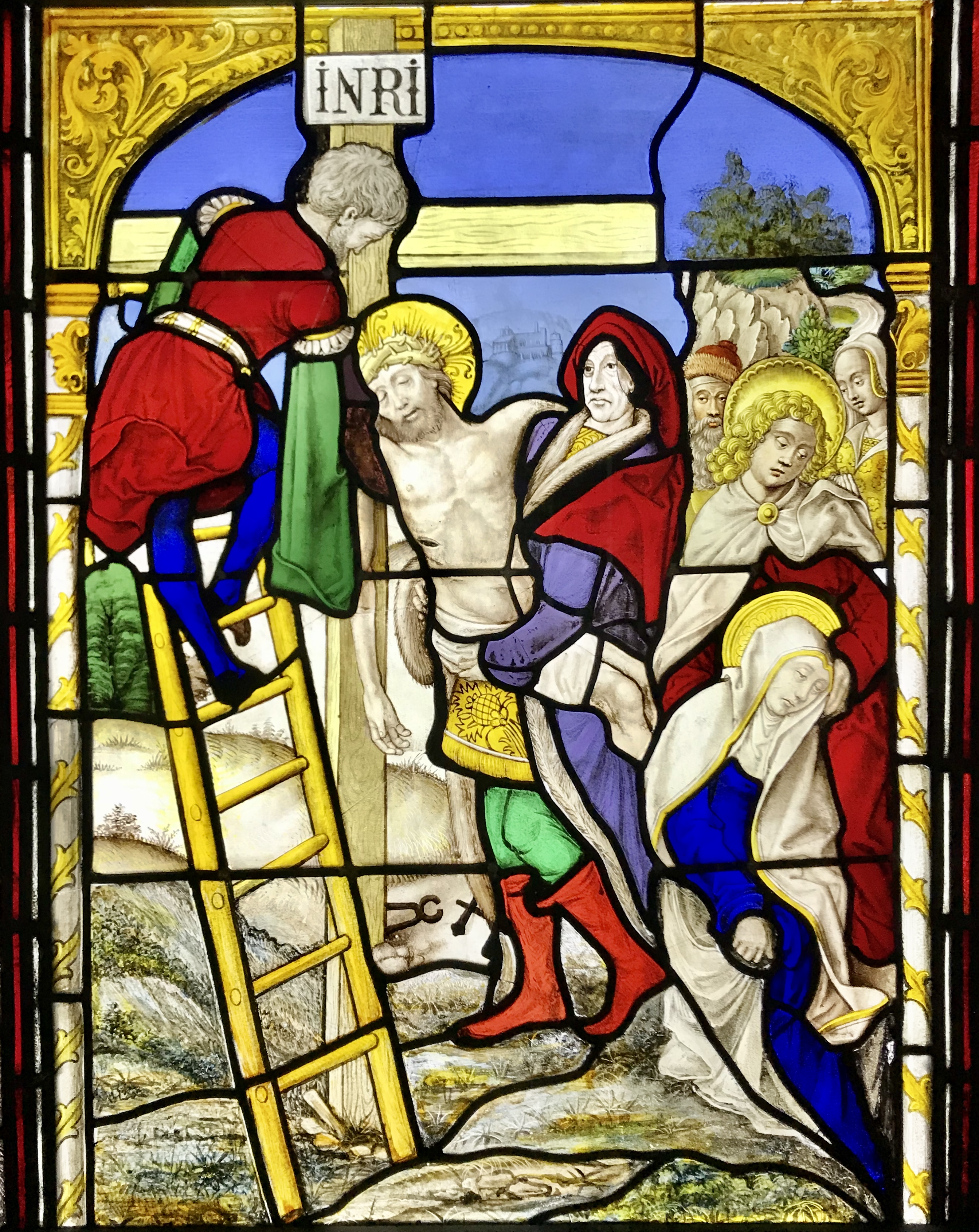
Lebendige und eindringliche Bilderzählung: Kreuzabnahme aus dem Christusfenster (um 1525)

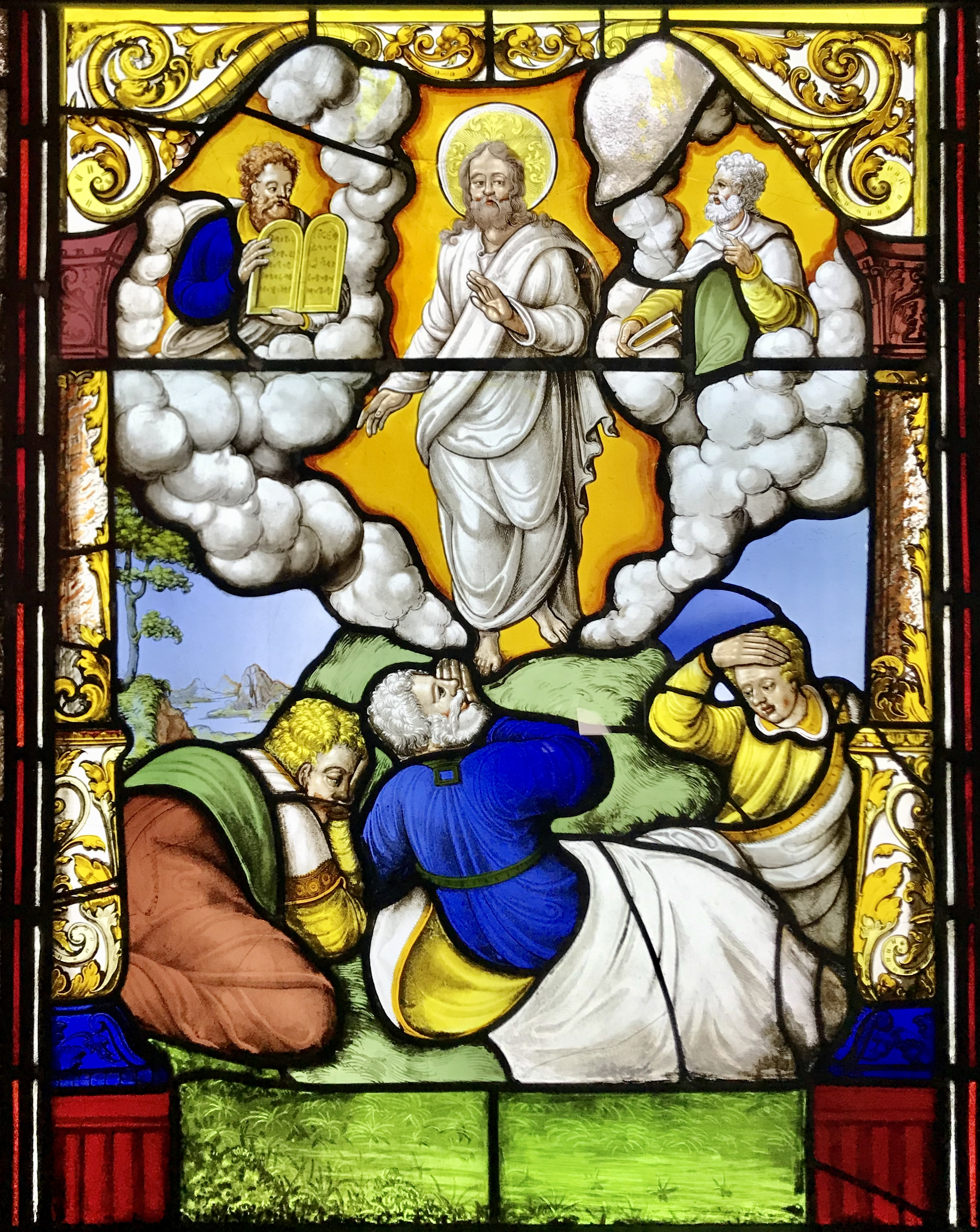
An der Grenze zur Renaissance: Verklärung aus dem Christusfenster (1562)

Die jüngsten der mittelalterlichen Glasmalereien finden sich im Christusfenster, das Scheiben aus den Jahren 1525 und 1562 enthält. Die Fenster stammen wahrscheinlich aus den Kreuzgängen der Kölner Klöster St. Apern und St. Cäcilien, wo sie Teil von umfangreicheren Christuszyklen waren. 1870 wurden Reste dieser Zyklen zu einem neuen Bildzyklus vereinigt und in chronologischer Reihenfolge zu einem zweibahnigen Fenster geformt.
Die Glasmalereien waren ursprünglich dazu bestimmt, in den Kreuzgängen den Lebens- und Leidensweg des Herren für die Stiftsdamen und Nonnen nachvollziehbar zu machen. Sie lassen stilistische Einflüsse von Barthel Bruyn d. Ä. erkennen, sind in ihrer ganzen Komposition aber noch spätmittelalterlich. Die Bilderzählung ist malerisch und sehr lebendig gestaltet; das Passionsgeschehen wird eindringlich geschildert. Die Szenen zeigen perspektivische Tiefe und die Personen individualisierte Gesichtszüge, denen Gefühle deutlich sichtbar eingezeichnet sind. Die Glasmaler verwenden zur Gestaltung Silbergelb, Schwarz- und Braunlot sowie Eisenrot. „Mit diesen spätesten, einer langen Tradition verpflichteten Scheiben im Dom klingt die große Zeit der mittelalterlichen Glasmalerei Kölns aus.“

### Glasgemälde der Neugotik

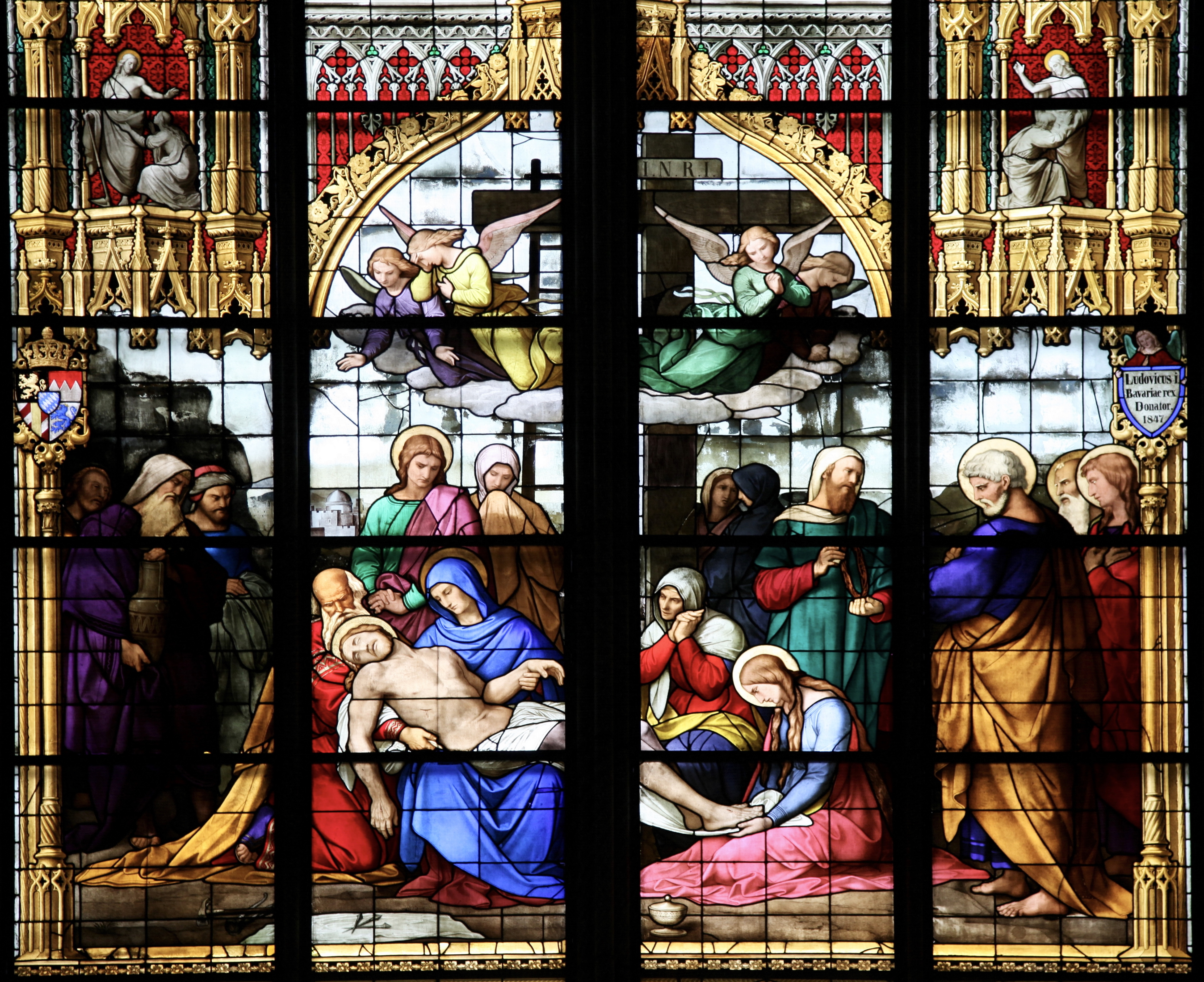
Monumentales Wandgemälde: Beweinungsfenster von J.A. Fischer (Detail, 1847)

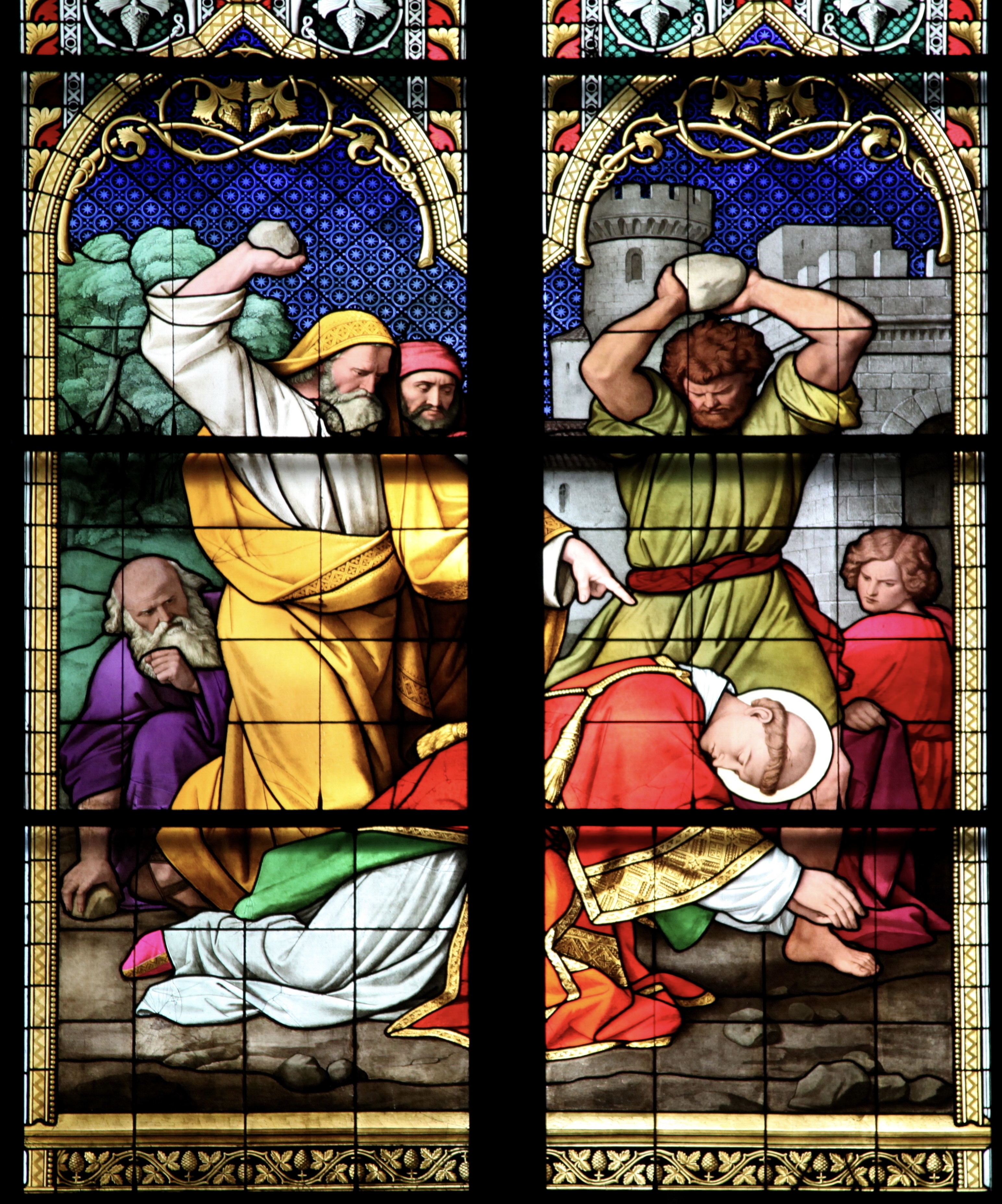
Ölgemälde auf Glas: Steinigung des Stephanus von F. Hellweger (Detail, 1848)

Die Technik und das handwerkliche Wissen der Glasmalerei waren im 18. Jahrhundert fast vollständig verloren gegangen. Erst durch die Bemühungen von Siegmund Frank konnten ab 1808 wieder farbige Glasfenster hergestellt werden, was 1827 zur Gründung der Königlichen Glasmalereianstalt in München führte, in der dem Glasmaler Max Ainmiller die künstlerische Leitung übertragen wurde. Als die Domvollendung in den 1840er Jahren als nationale Aufgabe begriffen wurde, sagte der Bayerische König Ludwig I. zu, die Fenster im südlichen Seitenschiff zu stiften. Auf Basis gestaltender Ideen von Sulpiz Boisserée entwarf Heinrich Maria von Hess ein Bildprogramm, für das der Maler Joseph Anton Fischer die Entwürfe für die großen Mittelfenster und der Maler Franz Hellweger die für die seitlichen Halbfenster schuf. Ainmiller schuf die Kartons für die Architekturdarstellungen und die Ornamente. Der heute als Bayernfenster bekannte Fensterzyklus wurde anlässlich der 600-Jahr-Feier der Grundsteinlegung 1848 eingesetzt.
Die Maler bemühten sich, die Effekte der Ölmalerei auf Glas zu übertragen. Die für die Entwürfe verantwortlichen Maler Fischer und Hellweger gehörten der Schule der Nazarener an, die die strenge Schönheit mittelalterlicher Darstellungen wiederbeleben wollte und dabei vor allem der zeichnerischen Linie den Vorrang vor dem Malerischen einräumte. In diesem Geiste versuchten sie für die Glasfenster im Dom große, monumentale Gemälde zu schaffen, die sich bewusst von den tradierten Bildfindungen der Glasmalerei lösten. Ihre künstlerische Absicht wurde „zweifellos perfekt“ umgesetzt; die Bayernfenster zählen heute zu den frühesten und „zweifellos auch zu den qualitätsvollsten Werken der monumentalen Glasmalerei des 19. Jahrhunderts.“
Der Bayernzyklus rief wegen seiner Monumentalität und seiner Farbigkeit überschwängliche Bewunderung, aber auch kategorische Kritik hervor. Romantische Traditionalisten wollten den Dom als ideales gotisches Gesamtkunstwerk „nach dem ursprünglichen Plane“ vollendet sehen. Dazu hätten die Fenster aber ausschließlich musivisch, d. h. in mosaikartiger oder kleinteiliger Form gestaltet werden dürfen. Der Versuch, Ölgemälde auf Glas zu übertragen, verletzte nach ihrer Auffassung dieses Prinzip grundsätzlich. So wollte August Reichensperger, ein Gründungsmitglied des Zentral-Dombau-Vereins zu Köln, den Bayernzyklus sogar gerne aus dem Dom entfernt sehen.

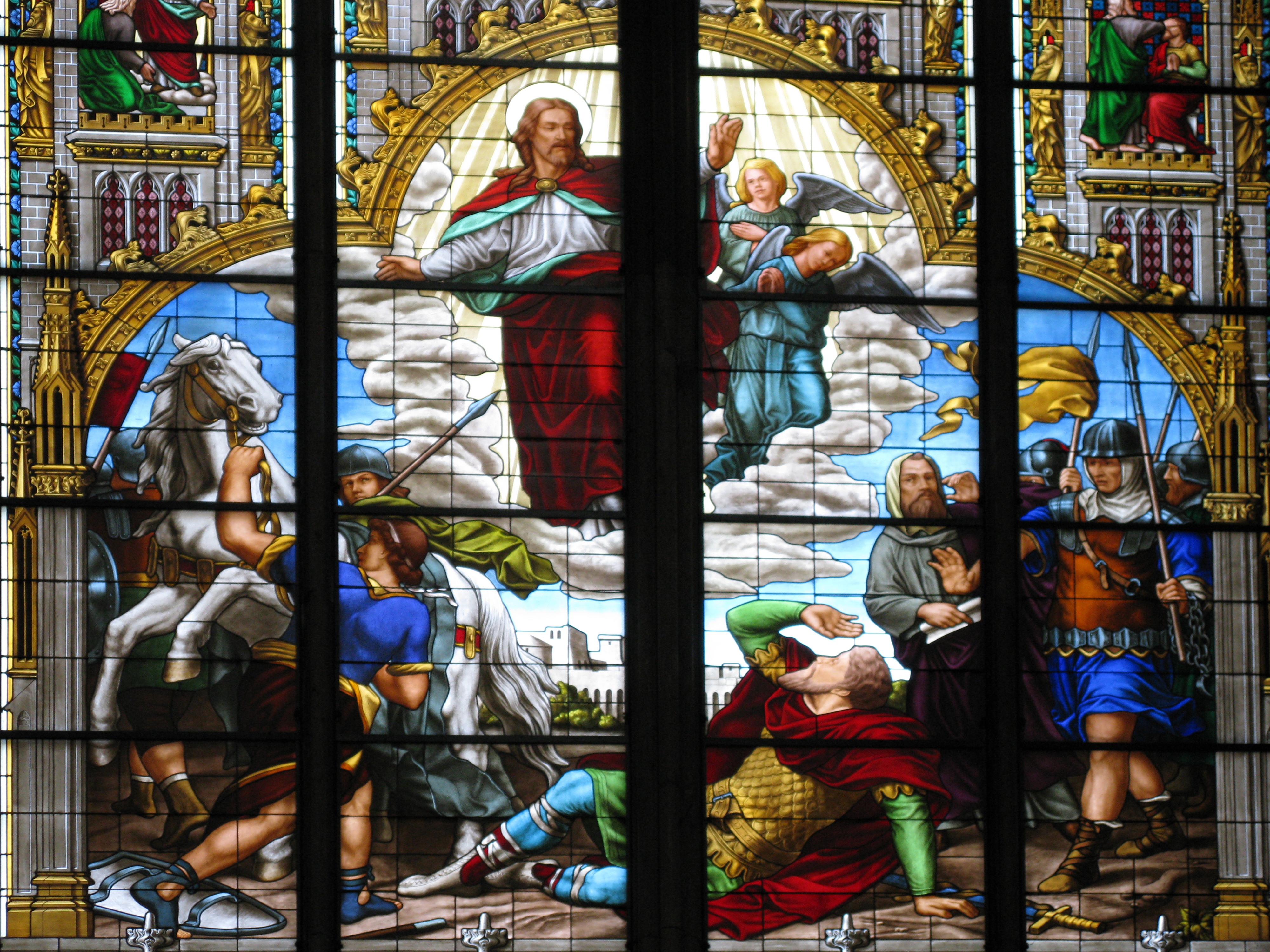
Damaskus-Erlebnis: Paulusfenster (Detail, 1864)

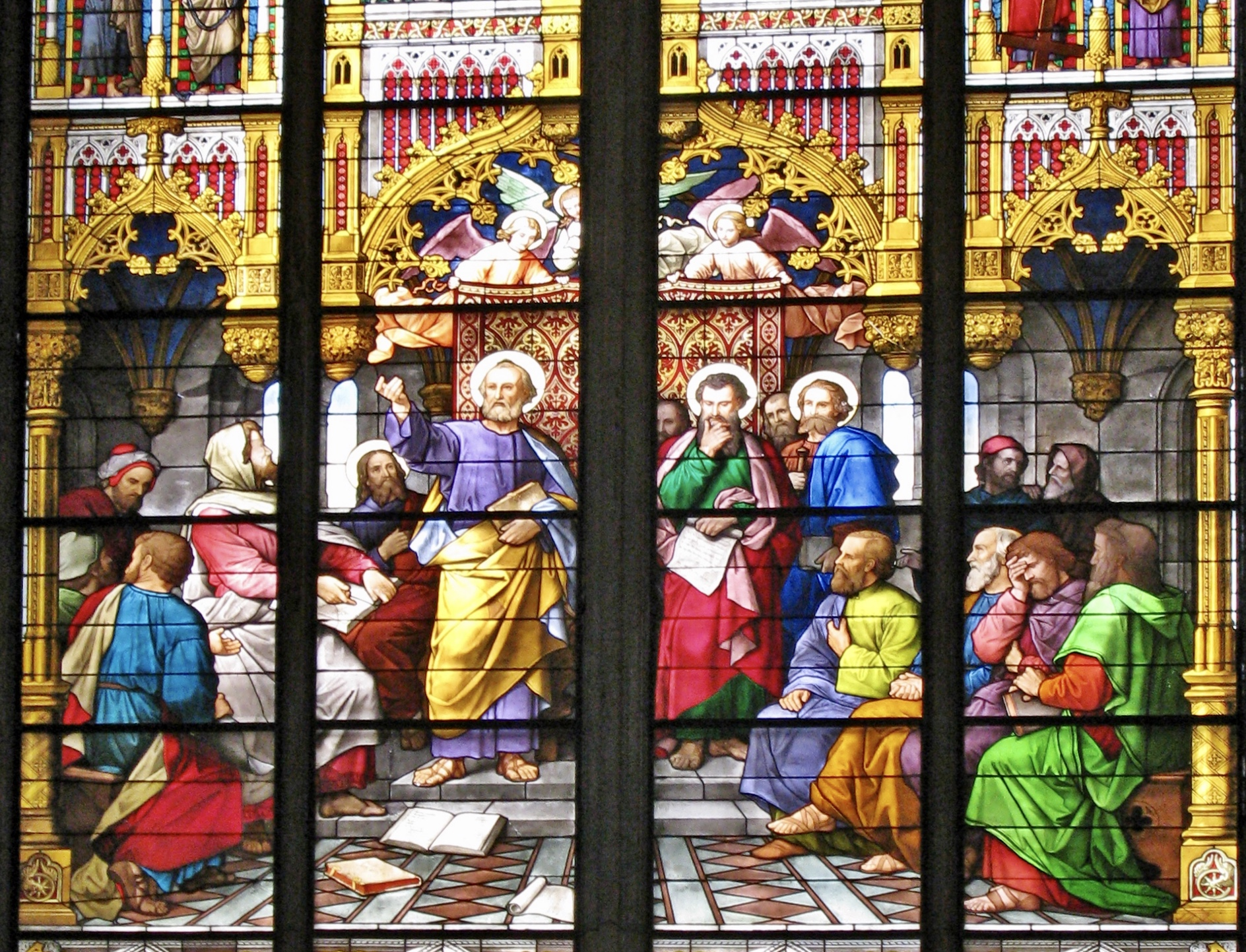
Unfehlbarkeit: Petrusfenster (Detail, 1876)

Die monumentale, an Ölgemälden orientierte Bildauffassung setzte sich dann aber auch bei der Gestaltung der Fenster im Südquerschiff (Paulusfenster 1864, Petrusfenster 1876) fort. Die beiden vierbahnigen Fenster wurden ebenfalls in der Königlichen Glasmalereianstalt geschaffen und transportierten in den Zeiten des Kulturkampfes eine subtile politische Botschaft. In der Darstellung der Paulus-Bekehrung schien auch die historische Bedeutung der Reformation anzuklingen. Darauf antwortete das Petrusfenster, indem es die Unfehlbarkeit des Papstes thematisiert.
Dagegen wurden die musivischen Vorstellungen, die mit dem idealen gotischen Kunstwerk verbunden waren, mit den anderen Fensterzyklen der Neugotik getroffen: Der Fensterzyklus im Obergaden von Lang- und Querhaus (Welter-Zyklus), die Fenster in den Lang- und Querhausfassaden sowie der Fensterzyklus in den Turmhallen (Johannes-Klein-Zyklus) entwickelten die Bilderfindungen des Mittelalters mit neugotischen Möglichkeiten weiter und suchten so einen harmonischen Gesamteindruck zu erreichen.

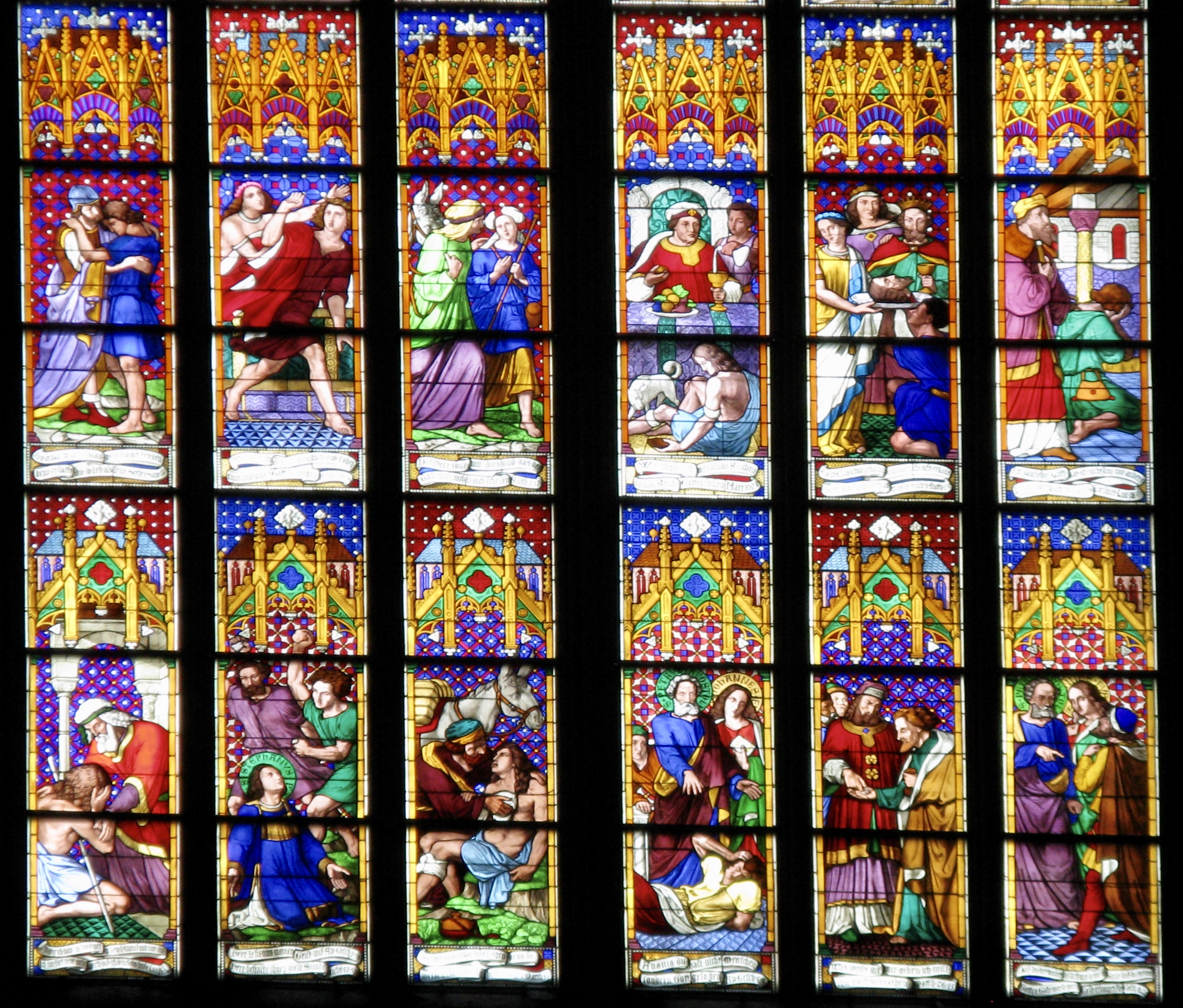
Gotisierende Architektur-ornamente: Großes Westfenster von C.J. Milde (Detail, 1865–70)

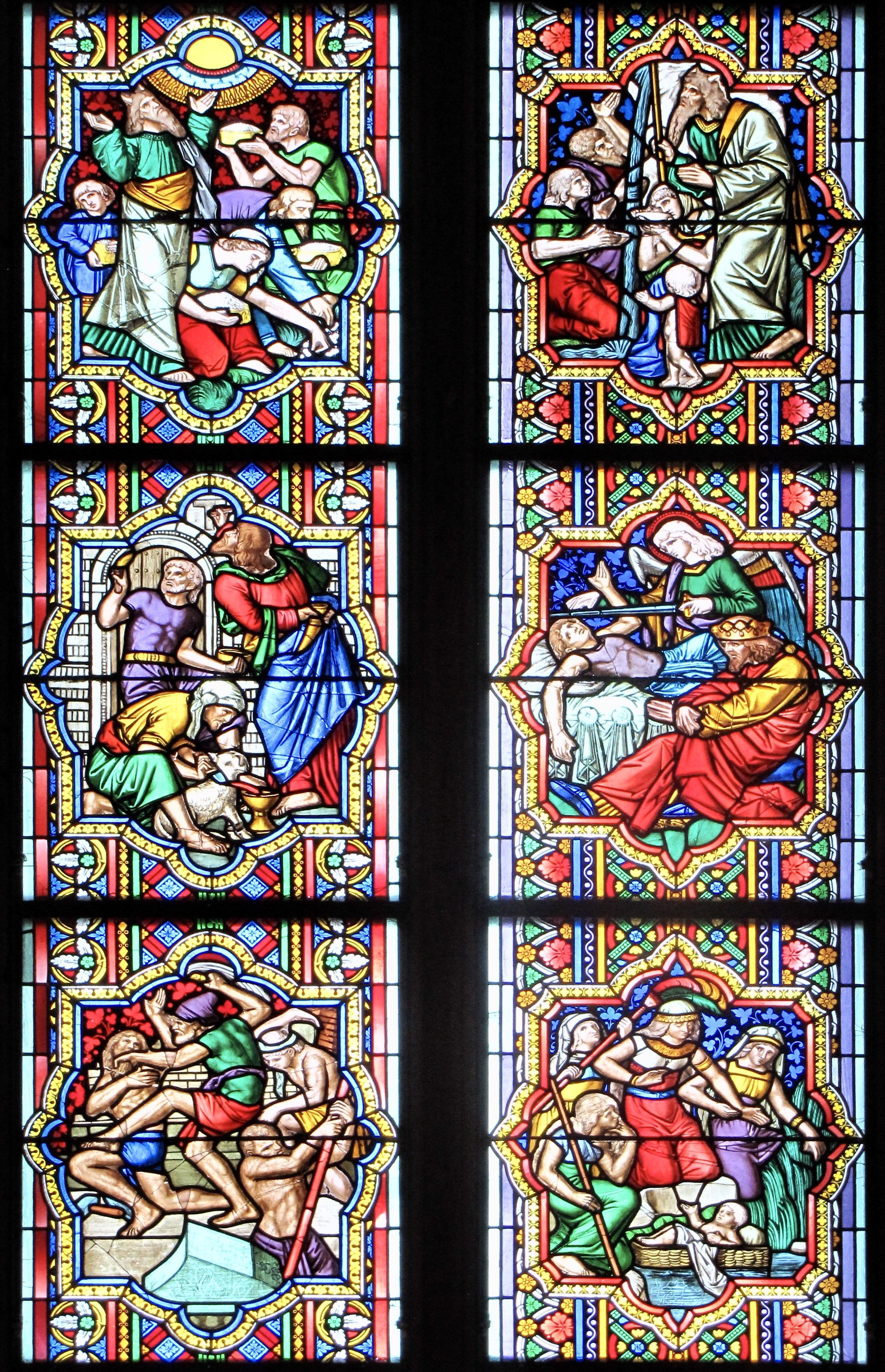
Biblische Geschichten auf Glas: Fenster der Turmhalle von J.E. Klein (Detail, 1884)

Die um 1870 geschaffenen Fenster im Obergaden orientierten sich an der mittelalterlichen Chorverglasung. Um einen einheitlichen Eindruck zu erreichen, setzen die neugotischen Künstler den gotischen Bildaufbau fort. Sie stellten in jede Fensterbahn eine Figur vor Architekturtabernakel, über denen sich weniger farbintensive Ornamentscheiben erheben. Die Verglasung der Couronnements erfolgte mit starkfarbigen Ornamentscheiben. Den 48 Figuren aus dem 13. Jahrhundert wurden so 112 weitere hinzugefügt; auf der Nordseite wurden Gestalten des Alten Testaments und auf der Südseite Figuren des Neuen Testaments und Heilige ausgewählt. 80 der insgesamt 112 Figuren wurden von dem Maler Michael Welter entworfen; nach ihm werden die Obergadenfenster heute als Welter-Zyklus bezeichnet. Ihm gelang es, jeden Eindruck von Monotonie zu vermeiden, indem er die Standfiguren in Kleidung und Haltung stark variierte. Zudem setzte er deutliche und zum Teil kräftige Farbakzente, mit denen er einen rhythmisierten Gesamteindruck erzielte.
Die Fenster der Querhausfassaden (von denen das im Nordquerhaus teilweise erhalten und das im Südquerhaus verloren ist) reihten sich in diese Harmonie ein. Auch das 1865 bis 1870 von Carl Julius Milde geschaffene große Westfenster nahm gotische Gestaltungselemente auf, indem sich die Bilderzählung an den Fensterbahnen orientiert und in gotisierende Architekturornamente eingebunden ist. Dargestellt sind 18 Szenen aus dem Alten und Neuen Testament, die ausgewählte gute und schlechte Taten darstellen. In der ausgeprägt purpur-lila wirkenden, intensiven Farbwirkung weicht das Westportalfenster allerdings deutlich von den mittelalterlichen Vorbildern ab.
Für die acht Fenster in den Turmhallen schuf der Wiener Historienmaler Johannes Klein einen Bilderzyklus mit fast 200 Szenen. Klein, der vor allem durch seine Messbuchillustrationen bekannt geworden war, orientierte sich bei der Bildgestaltung am jüngeren Bibelfenster und schuf Bildwände in Medaillonstrukturen. Für die dargestellten Szenen aus dem alten und neuen Testament, die die Heilsgeschichte von der Erschaffung der Welt bis zum jüngsten Gericht durchschreitet, fand er eine einfache und leicht nachvollziehbare Bildsprache. Diese „biblischen Geschichten aus Glas“ wurde von der Tiroler Glasmalerei in Innsbruck hergestellt und 1884 eingesetzt.
Die farbintensive, vollständige Verglasung des Domes war damit zum Ende des 19. Jahrhunderts abgeschlossen. Es „muss ein prächtiger Anblick gewesen sein und den Raum mit herrlichem Licht erfüllt haben.“

### Zerstörung im Zweiten Weltkrieg
Durch die Bomben im Zweiten Weltkrieg wurde ein großer Teil der neugotischen Fenster zerstört. Lediglich die mittelalterlichen Fenster hatten rechtzeitig ausgebaut und gesichert werden können. Zu diesem Ergebnis haben einige bewusste Entscheidungen des damals verantwortlichen Dombaumeisters Hans Güldenpfennig wesentlich beigetragen. Im Ersten Weltkrieg war der Ausbau der Fenster abgebrochen worden, nachdem bei den Arbeiten einige Scheiben zerstört und beschädigt worden waren. Daher hielt es Güldenpfennig bis 1940 für zu riskant, die Glasfenster überhaupt auszubauen. Die mittelalterlichen Scheiben suchte er mit Holzverschalungen zu schützen. Die Zerstörung der Scheiben des 19. Jahrhunderts nahm er aber billigend in Kauf, weil deren Vernichtung „wie ein die alten Fenster schützendes Ventil“ wirke.
Erst auf nachdrückliche Anweisung von Kirchenminister Hanns Kerrl begann der Dombaumeister im Frühjahr 1940 widerstrebend und langsam mit dem Ausbau der mittelalterlichen Fenster, der bis Oktober 1940 abgeschlossen wurde. Die Glasfenster aus dem 19. Jahrhundert, deren Wertschätzung seit den 1930er Jahren immer stärker abgenommen hatte, hielt Güldenpfennig für „nicht unersetzbar“; der Dombaumeister musste daher zu ihrem Ausbau im Winter 1940 gesondert angewiesen werden. Bis März 1941 wurde der Bayernzyklus ausgebaut; anschließend erschwerten Luftalarme und Bombenangriffe die weiteren Sicherungsarbeiten zunehmend, die dann gegen Ende 1942 eingestellt werden mussten.
Von den neugotischen Fenstern blieben daher nach dem Krieg erhalten der Bayernzyklus, das Westportalfenster, zwei Fenster des Johannes-Klein-Zyklus, das Petrusfenster und das Görres-Fenster aus dem Südquerschiff, sowie aus dem Obergaden ein großer Teil der Figurenscheiben. Verloren waren das Südquerhausfenster, das Paulusfenster, sechs Fenster des Johannes-Klein-Zyklus sowie aus dem Welter-Zyklus 15 Fenster vollständig und 13 in Teilen.

### Glasfenster der Moderne
Die mittelalterlichen Fenster wurden umgehend nach Kriegsende wieder eingesetzt, so dass 1948 der Chor zur 700-Jahr-Feier der Grundsteinlegung auch wieder im gotisch-bunten Licht erhellt wurde. Anlässlich des Katholikentages 1956 wurde die Reihe der gotischen Standfiguren-Fenster in den Chorkapellen durch zwei moderne Fenster ergänzt. Die von Wilhelm Rupprecht gestalteten Fenster der Engelbertuskapelle und die von Wilhelm Geyer geschaffenen Fenster in der Marienkapelle versuchen, Bildaufbau und Farbwirkung des Mittelalters mit modernen Mitteln fortzusetzen.
Den Fenstern des 19. Jahrhunderts allerdings begegnete der seit 1944 bestellte Dombaumeister Willy Weyres mit großer Zurückhaltung. Er ließ die ausgebauten Scheiben weitgehend in den Kisten liegen und verzichtete wo immer möglich auf ihre Wiederherstellung. Die Bayernfenster kritisierte er „sowohl in Bezug auf ihren Maßstab als auch in Bezug auf ihre brutale Farbigkeit.“ Sie seien „wirkliche Fremdkörper im Dom“ und es sei „unvorstellbar“, dass sie vollständig in das Südschiff zurückkehrten.
Weyres suchte stattdessen einen nach seinem Verständnis moderneren, hellen Farbeindruck im Dom zu erzeugen, der durch abstrakt-ornamentale Fenster entstehen sollte. Die Querhäuser erhielten sehr helle Scheiben, die Kritiker „blass“ fanden. Den Obergaden verglaste Weyres mit einer Ornamentverglasung, bei denen in insgesamt hellen Scheiben die Ornamente vorherrschend in den Farben blau, grau und grün gehalten sind. Die Ornamentscheiben werden zwar zu den besten Glasmalereien der Nachkriegszeit gerechnet. Vor allem bei Sonnenschein erzeugen diese Fenster allerdings ein dumpfes, blaugraues Licht im Langhaus.
Auch die Südquerhausfassade hatte für das 113 Quadratmeter große, genau nach Süden gerichtete Fenster eine blasse Ornamentverglasung erhalten, die Wilhelm Teuwen 1948 angefertigt hatte. Dieses Fenster wurde als unzureichend empfunden, weil es das Südsonnenlicht weitgehend ungefiltert in den Dom ließ und im Innenraum keinen Farbklang erzeugte.
Eine glücklichere Hand bewies Weyres, als er um 1960 für das Nordseitenschiff des Chores Fenster entwarf, die sich über den Sakristeitüren befinden. Hier gelangen ihm frei stilisierte, farbige Ornamente, die sich als moderne Umdeutung gotischer Formen interpretieren lassen. Nach Einschätzung von Kritikern gehören die etwas versteckt eingebauten Fenster bis zum Einbau des Richter-Fensters 2007 „zweifellos zum Besten, was der Kölner Dom an neuerer Ausstattung zu bieten hat.“
Den am Ende untauglichen Versuch, moderne Fenstergestaltung gegen die neugotischen Bauformen auszuspielen, zeigten sich am Schicksal des modernen Westportalfensters. Der Maler Vincenz Pieper wurde 1960 beauftragt, ein modernes Fenster für das Westportal zu entwerfen, das 1963 eingesetzt wurde. Pieper hatte dazu ein Fenster im harten blau-gelb Kontrast geschaffen, das offenbar willentlich die Maßwerkkonstruktionen des Fensters durch diagonale Formen und extrem breite Bleinetzfugen konterkarieren wollte. In diesem Selbstbehauptungsdrang verursachte das Fenster einen „Schock“, dessen störende Kontraste nicht durch zunehmende Patinierung gemildert wurden, wie Dombaumeister Weyres 1967 gehofft hatte. Schließlich wurde das Pieper-Fenster 1992 wieder ausgebaut.
Bei der Gestaltung des sogenannten Kinderfensters im nördlichen Querschiff beschritt Bernhard Kloss 1960 bis 1965 einen anderen Weg. Er bemühte sich um eine Synthese von moderner Bildidee und gotischer Tradition, indem er die moderne, moderat-expressive Bildauffassung mit gegenständlicher Figuration, musivischer (d. h. mosaikartig-kleinteiliger) Darstellung und einer weißgrundigen Farbwirkung verband. Dabei schuf er auch eine Szene, in der ein Schutzengel ein Kind vor dem heran fahrenden Auto rettet und verewigte damit ein Kraftfahrzeug im Domfenster. Allerdings ist das Bildprogramm dieses Fensters nicht frei von Darstellungen, die antisemitisch interpretierbar sind und als Zeugnisse eines „ostentativ ahnungslosen Katholizismus der ersten Nachkriegsjahre“ gedeutet werden.

### Wiederherstellung der neugotischen Farbwirkung

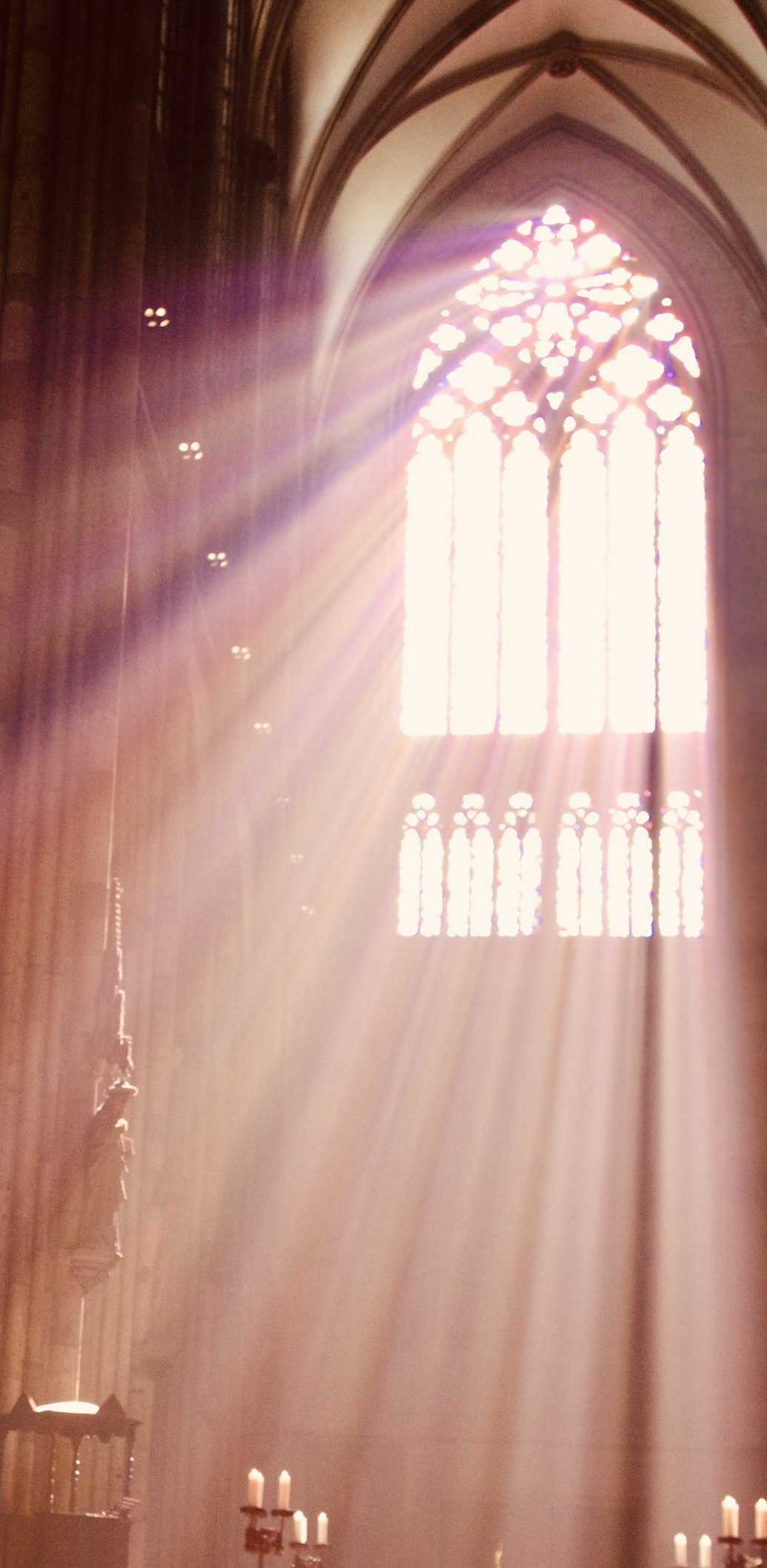
Neuplatonisch-scholastische Lichtmetaphysik: Farbwirkung des Richter-Fensters (2007)

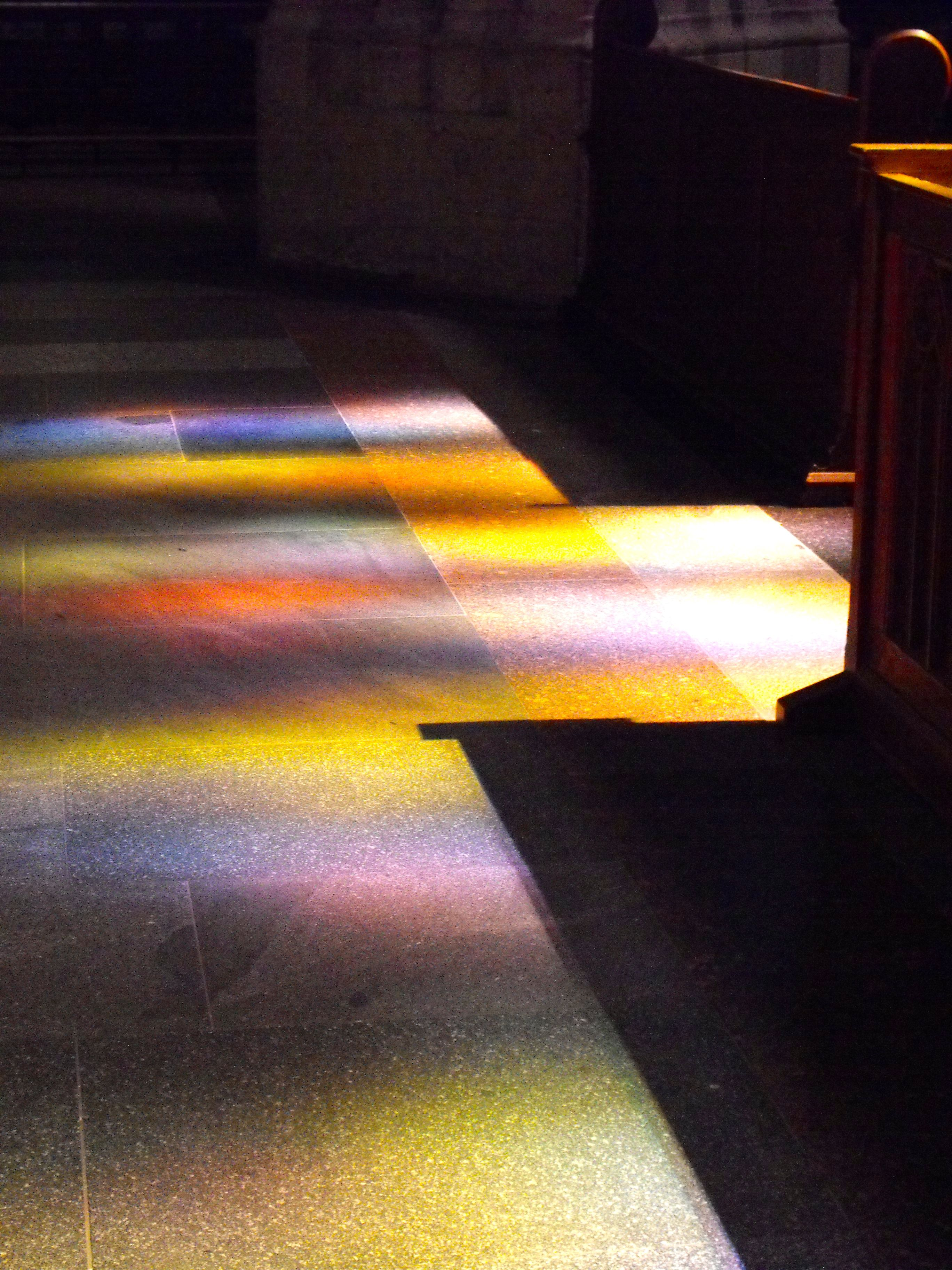
Farbenzauber aus 72 Farbtönen: Lichtspiel des Richter-Fensters im Dom

Erst im Verlauf der 1970er Jahre änderte sich die Wahrnehmung der neugotischen Fenster. Ihre Wertschätzung stieg. Der seit 1972 amtierende verantwortliche Dombaumeister Arnold Wolff rückte gleichzeitig von der sogenannten schöpferischen Denkmalpflege ab und folgte eher dem Konzept der perfekten Kathedrale. In dieser Perspektive suchte er den Lichteindruck des 19. Jahrhunderts wiederherzustellen und das Erscheinungsbild es Domes zu vereinheitlichen. Kritiker merkten an, dass die satten und eher dunklen Farben des 19. Jahrhunderts dem ursprünglichen pastellfarbigen Belichtungsideen des hohen Mittelalters genauso wenig entsprachen wie die blass-bläulichen der Moderne. Dennoch setzte sich seit den 1970er Jahren die Idee durch, das Erscheinungsbild des Domes im Lichte der Neugotik zu rekonstruieren.
1980 wurden alle Bayernfenster wieder an ihrem ursprünglichen Platz im südlichen Seitenschiff eingesetzt. Im selben Jahr kehrte auch das Petrus-Fenster mit der Abbildung des Apostelkonzils an seinen Platz im Südquerschiff zurück. Das gegenüberliegende Paulusfenster, das im Krieg vollständig zerstört worden war, wurde 1994 nach erhaltenen Unterlagen rekonstruiert. Ein Jahr zuvor war das große Westfenster, das 1941 ausgebaut und in Kisten verpackt worden war, wieder an der Westfassaden eingesetzt worden. Die Fenster der Turmhallen, die ursprünglich von Johannes Klein als Medaillonwand geschaffen worden waren, und die bis auf zwei den Weltkrieg nicht überdauert hatten, wurden zwischen 2000 und 2010 nach alten Kartons rekonstruiert.
Auch die blasse und helle Verglasung des Obergadens wurde als unbefriedigend empfunden, zumal Teile der Welter-Fenster 1941/42 hatten gerettet werden können. Daher werden seit 2005 die Obergadenfenster des Welter-Zyklus in der Dombauhütte nach den ursprünglichen Plänen vervollständigt und neu geschaffen. Es wird erwartet, dass jedes Jahr ein weiteres Fenster fertig gestellt werden kann.
Den entscheidenden Einfluss auf den Farbeindruck im Querhaus hat das Südportalfenster, da es die höchste Sonneneinstrahlung erhält. Das 1863 von Wilhelm I. von Preußen gestiftete Fenster war im Krieg zerstört worden und kann auch nicht rekonstruiert werden, weil die Pläne ebenfalls verbrannt sind. Die Dombaumeisterin Barbara Schock-Werner suchte daher nach einer modernen Verglasung, die aber in ihrer Farbigkeit auf die historischen Fenster abgestimmt sein sollte. Obwohl das Domkapitel ursprünglich in dem Fenster die Märtyrer des 20. Jahrhunderts – Edith Stein, Rupert Mayer, Karl Leisner, Bernhard Lichtenberg, Nikolaus Groß und Maximilian Kolbe – hatte thematisiert sehen wollen, konnte der schließlich für die Aufgabe begeisterte Künstler Gerhard Richter durchsetzen, dass es für das Südquerhausfenster keine figürliche Gestaltung, sondern nur eine in Farbflächen geben könne. Schließlich wurden die Farben so sorgfältig ausgesucht, dass sie bei Sonneneinstrahlung den gewünschten Lichteindruck im Querhaus erzielen. Die Anordnung der Farben ist zwar grundsätzlich zufällig erfolgt; in ausgewählten Flächen – besonders im Couronnement – berücksichtigen sie aber durch Spiegelungen die Maßwerkstruktur.
Das Richter-Fenster wurde 2007 nach fünfjähriger Planung eingebaut. Es zeigt 11.263 farbige Quadrate mit einer Seitenlänge von 9,7 Zentimetern. Die Installation wurde von großem Interesse des Publikums begleitet, das sich teilweise begeistert und zum Teil mit Unverständnis äußerte. Kardinal Joachim Meisner soll einen Wutausbruch bekommen haben, als er das Fenster schließlich sah. Er kritisierte, dass das nicht-gegenständliche Fenster „irgendeinen Glauben“ darstelle, aber nicht den katholischen. Heute wird gewürdigt, dass das Richter-Fenster „im Sinne neuplatonisch-scholastischer Lichtmetaphysik, wie sie das Architekturdenken der Gotik prägte, als Mittler zwischen Göttlichem und Irdischem dienen“ könne. Das Kunstwerk entfalte „einen Farbenzauber.“ Gleichzeitig habe die Katholische Kirche mit dem Fenster wieder Anschluss gefunden an die aktuellen Strömungen der modernen Kunst.

## Chorfenster
| Grob schematisierter Grundriss des Kölner Domes auf Basis diverser alter Grundrisse nachgezeichnet. Kapellenkranz und Marienkapelle farblich hervorgehoben | Chorumgang mit Kapellenkranz Im Uhrzeigersinn | Chorumgang mit Kapellenkranz Im Uhrzeigersinn | Chorumgang mit Kapellenkranz Im Uhrzeigersinn | Chorumgang mit Kapellenkranz Im Uhrzeigersinn | Chorumgang mit Kapellenkranz Im Uhrzeigersinn               |
| Grob schematisierter Grundriss des Kölner Domes auf Basis diverser alter Grundrisse nachgezeichnet. Kapellenkranz und Marienkapelle farblich hervorgehoben | Bezeichnung                                   | Lage                                          | Kurzbeschreibung | Datierung                                     | Künstler                                                    |
| --- | --------------------------------------------- | --------------------------------------------- | --- | --------------------------------------------- | ----------------------------------------------------------- |
| | Vier Bischofsfenster                          | Engelbertuskapelle                            | Zwei moderne Fenster zeigen in figürlicher Darstellung die Kölner Erzbischöfe Gero und Bruno von Köln sowie Heribert von Köln und Engelbert I. von Köln. Geschenk des Deutschen Städtetages. | 1956                                          | Wilhelm Rupprecht                                           |
| Barbara- und Evergislusfenster | Barbara- und Evergislusfenster                | Maternuskapelle                               | Linkes Fenster der Kapelle, neugotische Darstellung der Heiligen Barbara und des Kölner Bischofs, des Heiligen Evergislus                                                                    | 1855                                          | Peter Graß                                                  |
| Jakobus-Fenster | Jakobus-Fenster                               | Maternuskapelle                               | Mittleres Fenster der Kapelle, verschiedene Szenen aus dem Martyrium des Heiligen Jakobus.                                                                                                   | 1330/1340                                     |                                                             |
| Katharina-Heribert-Fenster | Katharina-Heribert-Fenster                    | Maternuskapelle                               | Rechtes Fenster der Kapelle mit Darstellung der Heiligen Katharina und des Kölner Bischofs Heribert.                                                                                         | 1856/1857                                     | Peter Graß                                                  |
| Severin- und Anno-Fenster | Severin- und Anno-Fenster                     | Johanneskapelle                               | Linkes Fenster der Kapelle, Darstellung der Heiligen Severin (links) und Anno (rechts) im Bischofsornat                                                                                      | 1330/1340                                     |                                                             |
| Allerheiligenfenster | Allerheiligenfenster                          | Johanneskapelle                               | Mittleres Fenster der Kapelle mit Darstellung mit einer Vielzahl von Heiligen, Himmelschören, Propheten, Päpste, Könige u. a.                                                                | 1330/1340                                     |                                                             |
| Mauritius- und Gereon-Fenster | Mauritius- und Gereon-Fenster                 | Johanneskapelle                               | Rechtes Fenster der Kapelle, Darstellung des Heiligen Mauritius (links) und des Heiligen Gereon (rechts)                                                                                     | 1330/1340                                     |                                                             |
| Grisaillescheibe | Grisaillescheibe                              | Johanneskapelle                               | Grisaillescheiben über dem Severin- und Anno-Fenster, Darstellung von Blattranken | Entwurf um 1260 / Rekonstruktion 1974         |                                                             |
| älteres Dreikönigsfenster | Dreikönigenfenster                            | Dreikönigenkapelle                            | Linkes Fenster der Kapelle, Darstellung der Anbetung der Heiligen Drei Könige | 1330/1340                                     |                                                             |
| Kölner Dom Älteres Bibelfenster, um 1260 | Älteres Bibelfenster                          | Dreikönigenkapelle                            | Mittleres Fenster der Kapelle, ältestes Fenster des Doms mit Szenen aus dem Alten und Neuen Testament                                                                                        | 1250/1260                                     |                                                             |
| Petrus- und Maternusfenster | Petrus- und Maternusfenster                   | Dreikönigenkapelle                            | Rechtes Fenster der Kapelle mit Darstellung der Heiligen Petrus und Maternus, dem ersten Kölner Bischof                                                                                      | 1330/1340                                     |                                                             |
| Kunibert-Fenster | Kunibert-Fenster                              | Agneskapelle                                  | Linkes Fenster der Kapelle, Darstellung des Heiligen Kunibert im Bischofsornat mit segnender Handhaltung                                                                                     | 1330/1340 (mit neuzeitlichen Ergänzungen)     |                                                             |
| Agnes-Architekturfenster | Mittelfenster der Agneskapelle                | Agneskapelle                                  | Architekturfenster in der Mitte der Kapelle, das die beiden anderen Fenster, die nur teilweise im Original erhalten sind, optisch ergänzt.                                                   | 2004                                          | nach Entwürfen von Arnold Wolff, Glasmaler Klaus Augenstein |
| Agnes-Fenster | Agnesfenster                                  | Agneskapelle                                  | Rechtes Fenster der Kapelle mit Darstellung der Heiligen Agnes und ihrer Attribute, dazu vier weitere weibliche Heilige                                                                      | 1330/1340 (mit neuzeitlichen Ergänzungen)     |                                                             |
| Silvester- und Gregor-von-Spoleto-Fenster | Silvester- und Gregor-von-Spoleto-Fenster     | Michaelskapelle                               | Linkes Fenster der Kapelle, zeigt Papst Silvester I. und Gregor von Spoleto. Ursprünglich in der Marienkapelle eingesetzt.                                                                   | um 1330                                       |                                                             |
| Marienkrönungsfenster (Kapellenkranz) | Marienkrönungsfenster (Kapellenkranz)         | Michaelskapelle                               | Mittleres Fenster der Kapelle mit figurenreicher Marienkrönungsszene | 1330/1340                                     |                                                             |
| Felix- und Naborfenster | Felix- und Naborfenster                       | Michaelskapelle                               | Rechtes Fenster der Kapelle, Darstellung der Heiligen Felix und Nabor, umgeben von Königen und Propheten. Ursprünglich in der Marienkapelle eingesetzt.                                      | um 1330                                       |                                                             |
| Ursula- und Clemensfenster | Ursula- und Clemens-Fenster                   | Stephanuskapelle                              | Linkes Fenster der Kapelle, Darstellung des Heiligen Clemens und der Heiligen Ursula | 1852                                          | Peter Graß                                                  |
| Abbildungen | Jüngeres Bibelfenster                         | Stephanuskapelle                              | Rechtes Fenster der Stephanuskapelle mit Szenen aus dem Alten und Neuen Testament | um 1280 und 1891/92                           |                                                             |

## Fenster in den Chorseitenschiffen, der Sakramentskapelle und der Sakristei
|                                    | Chorseitenschiffe (Marienkapelle und Kreuzkapelle), Sakramentskapelle sowie Sakristei | Chorseitenschiffe (Marienkapelle und Kreuzkapelle), Sakramentskapelle sowie Sakristei | Chorseitenschiffe (Marienkapelle und Kreuzkapelle), Sakramentskapelle sowie Sakristei | Chorseitenschiffe (Marienkapelle und Kreuzkapelle), Sakramentskapelle sowie Sakristei | Chorseitenschiffe (Marienkapelle und Kreuzkapelle), Sakramentskapelle sowie Sakristei |
| Bezeichnung                        | Lage                                                                                  | Kurzbeschreibung                                                                      | Datierung | Künstler                                                                              |                                                                                       |
| ---------------------------------- | ------------------------------------------------------------------------------------- | ------------------------------------------------------------------------------------- | --- | ------------------------------------------------------------------------------------- | ------------------------------------------------------------------------------------- |
| Abbildungen                        | Pius-Päpstefenster                                                                    | Marienkapelle                                                                         | Mittleres Fenster der Marienkapelle im südlichen Chorseitenschiff. Darstellung der Päpste Pius IX., Pius X., Pius XI. und Pius XII. Gestiftet von der Fides Romana zu Ehren Papst Pius XII. Einbau anlässlich des Katholikentages. | 1956                                                                                  | Wilhelm Geyer                                                                         |
| Ornament-Fenster der Marienkapelle | Ornament-Fenster                                                                      | Marienkapelle                                                                         | Linkes und rechts Fenster der Marienkapelle im südlichen Chorseitenschiff mit von Grisaille inspirierten Ornamentenstil. | 1948                                                                                  | Willy Weyres                                                                          |
|                                    | Florale Ornamente                                                                     | Kreuzkapelle                                                                          | Vollfenster mit floralen Ornamenten im nördlichen Chorseitenschiff über der Sakristei. | ca. 1960                                                                              | Willy Weyres                                                                          |
|                                    | Florale Ornamente                                                                     | Kreuzkapelle                                                                          | Vollfenster mit floralen Ornamenten im nördlichen Chorseitenschiff über der Sakristei. | ca. 1960                                                                              | Willy Weyres                                                                          |
|                                    | Cäcilien-Glasfenster                                                                  | Sakramentskapelle                                                                     | Zwei Fenster enthalten je 8 Glasgemälde. Teil der ursprünglich 120 Szenen umfassenden Glasgemälde aus dem Kreuzgang von St. Cäcilien (heute Museum Schnütgen). Szenen aus dem Leben Jesu.                                          | 1460–1470                                                                             | Meister der Kölner Malerschule in der Nachfolge Stefan Lochners.                      |
|                                    | Johannes-Fenster                                                                      | Sakristei                                                                             | Dreibahniges Fenster, dessen mittlere Bahn aus der ehemaligen Dominikanerkirche Heilig Kreuz stammt. Abbildung St. Johannes. 1870 im Dom eingesetzt.                                                                               | 1280–1290 oder um 1330                                                                |                                                                                       |
|                                    | Dominikus-Fenster                                                                     | Sakristei                                                                             | Dreibahniges Fenster, dessen mittlere Bahn aus der ehemaligen Dominikanerkirche Heilig Kreuz stammt. Abbildung St. Dominikus. 1870 im Dom eingesetzt.                                                                              | 1280–1290 oder um 1330                                                                |                                                                                       |
|                                    | Petrus-Martyr-Fenster                                                                 | Kapitelsaal                                                                           | Fenster aus der ehemaligen Dominikanerkirche Heilig Kreuz. Abbildung St. Petrus von Verona. 1959 im Kapitelsaal eingesetzt. Seitliche Ornamentscheiben.                                                                            | 1280–1290                                                                             |                                                                                       |

## Obergaden-Fenster des Hochchores
| Grob schematisierter Grundriss des Kölner Domes auf Basis diverser alter Grundrisse nachgezeichnet. Binnenchor farblich hervorgehoben | Obergaden des Binnenchors         | Obergaden des Binnenchors | Obergaden des Binnenchors | Obergaden des Binnenchors | Obergaden des Binnenchors |
| Grob schematisierter Grundriss des Kölner Domes auf Basis diverser alter Grundrisse nachgezeichnet. Binnenchor farblich hervorgehoben | Bezeichnung                       | Lage                      | Kurzbeschreibung | Datierung                 | Künstler                  |
| --- | --------------------------------- | ------------------------- | --- | ------------------------- | ------------------------- |
| Abbildungen | Zyklus der Chorobergadenfenster   | Obergaden des Binnenchors | 15 Fenster, zentrales Achsfenster mit Maria mit dem Christuskind und den anbetenden Drei Königen, die weiteren Fenster eine Galerie von jungen und alte Königen. | Um 1300                   |                           |
| Zwei Könige | Zwei Könige                       | Obergaden des Binnenchors | Zwei von 48 Königen. Wahrscheinlich die 24 Ältesten der Apokalypse (mit Bart) und die 24 Könige von Juda (ohne Bart)                                             | um 1300                   |                           |
| Zentrum des Chorobergadens (Detail)                                                                                                   | Anbetung der Heiligen Drei Könige | Obergaden des Binnenchors | Zentrales Achsfenster im Obergaden des Binnenchores: Könige und Propheten (oben)                                                                                 | um 1300                   |                           |
| Zentrum des Chorobergadens (Detail)                                                                                                   | Anbetung der Heiligen Drei Könige | Obergaden des Binnenchors | Zentrales Achsfenster im Obergaden des Binnenchores: Maria mit dem Christuskind und die anbetenden Drei Könige (unten)                                           | um 1300                   |                           |
| Zwei Könige | Zwei Könige                       | Obergaden des Binnenchors | Zwei von 48 Königen. Wahrscheinlich die 24 Ältesten der Apokalypse (mit Bart) und die 24 Könige von Juda (ohne Bart)                                             | um 1300                   |                           |

## Seitenschiff-Fenster im nördlichen Querhaus
| Grob schematisierter Grundriss des Kölner Domes auf Basis diverser alter Grundrisse nachgezeichnet. Nordquerhaus farblich hervorgehoben | Seitenschiffe des nördlichen Querhauses | Seitenschiffe des nördlichen Querhauses | Seitenschiffe des nördlichen Querhauses | Seitenschiffe des nördlichen Querhauses | Seitenschiffe des nördlichen Querhauses |
| Grob schematisierter Grundriss des Kölner Domes auf Basis diverser alter Grundrisse nachgezeichnet. Nordquerhaus farblich hervorgehoben | Bezeichnung                             | Lage                                    | Kurzbeschreibung | Datierung                               | Künstler                                |
| --- | --------------------------------------- | --------------------------------------- | --- | --------------------------------------- | --------------------------------------- |
| Abbildungen | Christusfenster                         | Nördliches Querhaus                     | Halbfenster im westlichen Seitenschiff des Querhauses. 1870 zusammengefügte Fragmente zweier Zyklen, die vermutlich aus den Kreuzgängen von St. Cäcilien und St. Apern stammen. Biblische Szenen aus dem Leben Christi (von der Taufe Christi bis zu Kreuzabnahme).    | Um 1525 und 1562                        |                                         |
| Abbildungen | Kinderfenster                           | Nördliches Querhaus                     | Vollfenster im westlichen Seitenschiff des Querhauses. Die Bilder zeigen Szenen, bei denen Kinder im alten und neuen Testament sowie im Leben der Kirche eine Rolle spielen. Wurde finanziert durch 1948 gesammelte Spenden von Kölner Kindern.                        | 1960–1965                               | Bernhard Kloss (1923-2005)              |
| | Bernhard-Fenster                        | Nördliches Querhaus                     | Vollfenster im östlichen Seitenschiff des Querhauses oberhalb der ehemaligen Schatzkammer. Acht einzelne Scheiben mit Szenen aus dem Leben des Heiligen Bernhard, ursprünglich aus dem Kreuzgang von St. Apern: Abschied vom Elternhaus, Tadel des Abtes, Himmelfahrt. | 1524–1525                               |                                         |

## Seitenschiff-Fenster im südlichen Querhaus
| Grob schematisierter Grundriss des Kölner Domes auf Basis diverser alter Grundrisse nachgezeichnet. Südquerhaus farblich hervorgehoben | Seitenschiffe des südlichen Querhauses | Seitenschiffe des südlichen Querhauses | Seitenschiffe des südlichen Querhauses | Seitenschiffe des südlichen Querhauses | Seitenschiffe des südlichen Querhauses |
| Grob schematisierter Grundriss des Kölner Domes auf Basis diverser alter Grundrisse nachgezeichnet. Südquerhaus farblich hervorgehoben | Bezeichnung                            | Lage                                   | Kurzbeschreibung | Datierung                              | Künstler                               |
| --- | -------------------------------------- | -------------------------------------- | --- | -------------------------------------- | -------------------------------------- |
| | Weyres-Fenster Ostseite                | Südliches Querhaus                     | Ornamentfenster im östlichen Seitenschiff des Querhauses. | Anfang 1950er Jahre                    | Willy Weyres                           |
| Abbildungen | Paulus-Fenster                         | Südliches Querhaus                     | Vollfenster im östlichen Seitenschiff des Querhauses, Darstellung der Bekehrung des Paulus (Damaskus-Erlebnis). Darunten Kirchenväter der Ostkirche: Athanasius, Basilius der Große, Gregor von Nazianz, Johannes Chrysostomus. Im Krieg vollständig zerstört. Nach Originaldokumenten rekonstruiert. | Original von 1858, 1994 rekonstruiert  | Leonard Faustner                       |
| Abbildungen | Petrus-Fenster (Apostelkonzil)         | Südliches Querhaus                     | Vollfenster im westlichen Seitenschiff des Querhauses. Motiv inspiriert vom Ersten Vatikanischen Konzil. Darstellung des Apostelkonzils von Jerusalem, der Schlüsselübergabe an Petrus durch Christus sowie Papst Pius IX. mit einem Engel und einer Bulle. Darunter die Ordensleute: Leo IV. (Benediktiner), Bernhard von Clairvaux (Zisterzienser), Thomas von Aquin (Dominikaner), Bonaventura (Franziskaner). | 1870                                   |                                        |
| Abbildungen | Görres-Fenster                         | Südliches Querhaus                     | Halbfenster im westlichen Seitenschiff des Querhauses. Gestiftet anstelle eines Denkmals für den katholischen Publizisten Joseph Görres. Görres kniet begleitet vom Heiligen Joseph vor Maria mit dem Kind. Darunter Bildnisse des Heiligen Bonifatius und Karls des Großen. | 1854                                   | Max Emanuel Ainmiller, Georg Fortner   |

## Obergaden-Fenster und Fassaden-Fenster im Querhaus
|                                         | Obergaden und Fassaden im Querhaus        | Obergaden und Fassaden im Querhaus  | Obergaden und Fassaden im Querhaus | Obergaden und Fassaden im Querhaus                                    | Obergaden und Fassaden im Querhaus                                                 |
| Bezeichnung                             | Lage                                      | Kurzbeschreibung                    | Datierung | Künstler                                                              |                                                                                    |
| --------------------------------------- | ----------------------------------------- | ----------------------------------- | --- | --------------------------------------------------------------------- | ---------------------------------------------------------------------------------- |
|                                         | Johannes-Baptist-Fenster                  | Obergaden des nördlichen Querhauses | Vollfenster im Obergaden: Teil des Fenster-Zyklus des 19. Jahrhunderts, benannt nach dem Entwurfskünstler der Figuren Michael Welter. Kompositorisches Vorbild sind die mittelalterlichen Königsfenster im Obergaden des Hochchores. Im Krieg weitgehend zerstört; seit 2003 Rekonstruktion nach Originalkartons. | 1856 (Ornamentbahnen), 1866 (Figurenzyklus), seit 2003 Rekonstruktion | Wilhelm Hoffmann (Ornamentbahnen); Künstler für Figuren der Ostseite nicht bekannt |
|                                         | Joseph-Fenster                            | Obergaden des nördlichen Querhauses | Vollfenster im Obergaden: Teil des Fenster-Zyklus des 19. Jahrhunderts, benannt nach dem Entwurfskünstler der Figuren Michael Welter. | 1856 (Ornamentbahnen), 1866 (Figurenzyklus), seit 2003 Rekonstruktion | Wilhelm Hoffmann (Ornamentbahnen); Künstler für Figuren der Ostseite nicht bekannt |
| Abraham-Fenster                         | Abraham-Fenster                           | Obergaden des nördlichen Querhauses | Vollfenster im Obergaden: Teil des Fenster-Zyklus des 19. Jahrhunderts, benannt nach dem Entwurfskünstler der Figuren Michael Welter. | 1856 (Ornamentbahnen), 1866 (Figurenzyklus), seit 2003 Rekonstruktion | Wilhelm Hoffmann (Ornamentbahnen); Künstler für Figuren der Ostseite nicht bekannt |
|                                         | Adam-Fenster                              | Obergaden des nördlichen Querhauses | Vollfenster im Obergaden: Teil des Fenster-Zyklus des 19. Jahrhunderts, benannt nach dem Entwurfskünstler der Figuren Michael Welter. | 1856 (Ornamentbahnen), 1866 (Figurenzyklus), seit 2003 Rekonstruktion | Wilhelm Hoffmann (Ornamentbahnen); Künstler für Figuren der Ostseite nicht bekannt |
| Abbildungen                             | Großes Nordfenster oder Friedrich-Fenster | Nordportal                          | Großes Fassadenfenster des nördlichen Querhauses. Gestalten aus dem Alten Testament: Mose, Josua, David, Melchisedek, Aaron, Samuel. Figuren von 1865, Maßwerkbekrönung (1968) und Ornamentbahnen (1980) ergänzt. Gestiftet von Kölner Bürgern anlässlich der Erhebung von Johannes von Geissel zum Kardinal.     | 1865, 1968 u. 1980                                                    | Friedrich Baudri, Wilhelm Teuwen, Hubert Schaffmeister                             |
| Abbildungen                             | Ornament                                  | Triforium der Nordquerhausfassade   | Ornamentfenster im Triforium der Nordquerhausfassade. | 1968                                                                  | Wilhelm Teuwen                                                                     |
| Nathan-Fenster                          | Nathan—Fenster                            | Obergaden des nördlichen Querhauses | Vollfenster im Obergaden: Teil des Fenster-Zyklus des 19. Jahrhunderts, benannt nach dem Entwurfskünstler der Figuren Michael Welter. Kompositorisches Vorbild sind die mittelalterlichen Königsfenster im Obergaden des Hochchores. Im Krieg weitgehend zerstört; seit 2003 Rekonstruktion nach Originalkartons. | 1856 (Ornamentbahnen), 1866 (Figurenzyklus), seit 2003 Rekonstruktion | Michael Welter, Wilhelm Hoffmann (Ornamentbahnen)                                  |
| Salomonfenster                          | Salomon-Fenster                           | Obergaden des nördlichen Querhauses | Vollfenster im Obergaden: Teil des Fenster-Zyklus des 19. Jahrhunderts, benannt nach dem Entwurfskünstler der Figuren Michael Welter. | 1856 (Ornamentbahnen), 1866 (Figurenzyklus), seit 2003 Rekonstruktion | Michael Welter, Wilhelm Hoffmann (Ornamentbahnen)                                  |
| Tobias-Fenster                          | Tobias-Fenster                            | Obergaden des nördlichen Querhauses | Vollfenster im Obergaden: Teil des Fenster-Zyklus des 19. Jahrhunderts, benannt nach dem Entwurfskünstler der Figuren Michael Welter. | 1856 (Ornamentbahnen), 1866 (Figurenzyklus), seit 2003 Rekonstruktion | Michael Welter, Wilhelm Hoffmann (Ornamentbahnen)                                  |
| Judas-Makkabäus-Fenster                 | Judas Makkabäus-Fenster                   | Obergaden des nördlichen Querhauses | Vollfenster im Obergaden: Teil des Fenster-Zyklus des 19. Jahrhunderts, benannt nach dem Entwurfskünstler der Figuren Michael Welter. | 1856 (Ornamentbahnen), 1866 (Figurenzyklus), seit 2003 Rekonstruktion | Michael Welter, Wilhelm Hoffmann (Ornamentbahnen)                                  |
| Jesus-Sirach-Fenster                    | Jesus-Sirach-Fenster                      | Obergaden des südlichen Querhauses  | Vollfenster im Obergaden: Teil des Fenster-Zyklus des 19. Jahrhunderts, benannt nach dem Entwurfskünstler der Figuren Michael Welter. | 1856 (Ornamentbahnen), 1866 (Figurenzyklus), 2014–2017 Rekonstruktion | Michael Welter, Wilhelm Hoffmann (Ornamentbahnen)                                  |
|                                         | Mirjam-Fenster                            | Obergaden des südlichen Querhauses  | Vollfenster im Obergaden: Teil des Fenster-Zyklus des 19. Jahrhunderts, benannt nach dem Entwurfskünstler der Figuren Michael Welter. | 1856 (Ornamentbahnen), 1866 (Figurenzyklus), seit 2003 Rekonstruktion | Michael Welter, Wilhelm Hoffmann (Ornamentbahnen)                                  |
|                                         | Ornamentfenster                           | Obergaden des südlichen Querhauses  | Vollfenster im Obergaden: Nach dem 2. Weltkrieg neu eingesetzt. | 1948                                                                  | Wilhelm Teuwen                                                                     |
| Abbildungen                             | Richter-Fenster                           | Südportal                           | Zentrales Fenster des Südportals, Mosaikteppich aus 11.263 farbigen Quadraten in 72 Farbtönen. Verteilung der Farben nach dem Zufallsprinzip und mithilfe unregelmäßiger Spiegelachsen. Entwickelt 2002–2007. | 2007                                                                  | Gerhard Richter                                                                    |
| Triforiumfenster der Südquerhausfassade | Richter-Fenster                           | Triforium der Südquerhausfassade    | Quadrate in 72 Farben mit einer Seitenlänge von 9,7 Zentimeter im Triforium der Südquerhausfassade. | 2007                                                                  | Gerhard Richter                                                                    |
|                                         | Gereon-Fenster                            | Obergaden des südlichen Querhauses  | Vollfenster im Obergaden: Teil des Fenster-Zyklus des 19. Jahrhunderts, benannt nach dem Entwurfskünstler der Figuren Michael Welter. | 1866 (Figurenzyklus), 1948 (Ornamentbahnen)                           | Michael Welter, Wilhelm Teuwen (Ornamentbahnen)                                    |
|                                         | Laurentius-Fenster                        | Obergaden des südlichen Querhauses  | Vollfenster im Obergaden: Teil des Fenster-Zyklus des 19. Jahrhunderts, benannt nach dem Entwurfskünstler der Figuren Michael Welter. | 1866 (Figurenzyklus), 1948 (Ornamentbahnen)                           | Michael Welter, Wilhelm Teuwen (Ornamentbahnen)                                    |
|                                         | Agilolphus-Fenster                        | Obergaden des südlichen Querhauses  | Vollfenster im Obergaden: Teil des Fenster-Zyklus des 19. Jahrhunderts, benannt nach dem Entwurfskünstler der Figuren Michael Welter. | 1866 (Figurenzyklus), 1948 (Ornamentbahnen)                           | Michael Welter, Wilhelm Teuwen (Ornamentbahnen)                                    |
|                                         | Ornament                                  | Triforium im Querhaus               | Ornamentfenster im Triforium des Querhauses. | 1952–1956                                                             | Willy Weyres                                                                       |

## Fenster im nördlichen Seitenschiff
| Grob schematisierter Grundriss des Kölner Domes auf Basis diverser alter Grundrisse nachgezeichnet. Nördliches Seitenschiff farblich hervorgehoben | Nördliches Seitenschiff              | Nördliches Seitenschiff | Nördliches Seitenschiff | Nördliches Seitenschiff | Nördliches Seitenschiff             |
| Grob schematisierter Grundriss des Kölner Domes auf Basis diverser alter Grundrisse nachgezeichnet. Nördliches Seitenschiff farblich hervorgehoben | Bezeichnung                          | Lage                    | Kurzbeschreibung | Datierung               | Künstler                            |
| --- | ------------------------------------ | ----------------------- | --- | ----------------------- | ----------------------------------- |
| Passionsfenster | Passionsfenster                      | Nördliches Seitenschiff | Linkes, zweibahniges Fenster im Fensterzyklus des nördlichen Seitenschiffs mit Szenen aus der Passion Christi vom Ölberg bis zur Auferstehung. Darunter Abbildung des Heiligen Laurentius und Maria im Strahlenkranz auf der Mondsichel. Ganz unten Stifter Erzbischof Philipp von Daun.                                                                      | 1508                    |                                     |
| Abbildungen | Petrus-Wurzel-Jesse-Fenster          | Nördliches Seitenschiff | Vierbahniges Fenster, zweites von links im nördlichen Seitenschiff. Links Darstellung von sechs Szenen aus dem Leben des Petrus. Rechts Abbildung des Motives Christus als Wurzel Jesse. Darunter Stifter Erzbischof Philipp von Daun mit dem Heiligen Petrus und dem Heiligen Sebastian sowie 16 Wappen des Stifters und seiner Vorfahren (sog. Ahnenprobe). | 1509 (?)                |                                     |
| Typologisches Geburt Christi-Fenster | Typologisches Geburt-Christi-Fenster | Nördliches Seitenschiff | Zentrales, vierbahniges Fenster im nördlichen Seitenschiff. Das Bild zeigt Mose vor dem brennenden Dornbusch (linke Hälfte) und die Geburt Christi (rechte Hälfte). Darunter Heilige aus der Geschichte Kölns: St. Georg, St. Mauritius, St. Gregorius Maurus, St. Gereon. Ganz unten: Agrippa als Stadtgründer und Marsilius.                                | 1507                    |                                     |
| Typologisches Dreikönigenfenster | Typologisches Dreikönigenfenster     | Nördliches Seitenschiff | Vierbahniges Fenster, zweites von rechts im nördlichen Seitenschiff. Besuch der Königin von Saba bei König Salomo (linke Hälfte) und Anbetung der Heiligen Drei Könige (rechte Hälfte). Darunter die Patrone des Stifters Erzbischof Herrmann von Hessen: St. Petrus, Maria, St. Elisabeth von Thüringen, St. Christophorus.                                  | 1508                    | Jüngerer Meister der Heiligen Sippe |
| Marienkrönungsfenster (Nordseite) | Marienkrönungsfenster (Nordseite)    | Nördliches Seitenschiff | Rechtes, zweibahniges Fenster im nördlichen Seitenschiff. Darstellung der Krönung Mariens (oben), darunter Figuren vierer Heiliger: Maria Magdalena, der Heilige Georg, der Apostel Johannes und Simon Petrus. Unten die Familie des Stifters Philipp II. von Virneburg.                                                                                      | Um 1509                 | Meister von Sankt Severin           |

## Fenster im südlichen Seitenschiff
| Grob schematisierter Grundriss des Kölner Domes auf Basis diverser alter Grundrisse nachgezeichnet. Südliches Seitenschiff farblich hervorgehoben | Südliches Seitenschiff | Südliches Seitenschiff | Südliches Seitenschiff | Südliches Seitenschiff | Südliches Seitenschiff                         |
| Grob schematisierter Grundriss des Kölner Domes auf Basis diverser alter Grundrisse nachgezeichnet. Südliches Seitenschiff farblich hervorgehoben | Bezeichnung            | Lage                   | Kurzbeschreibung | Datierung              | Künstler                                       |
| --- | ---------------------- | ---------------------- | --- | ---------------------- | ---------------------------------------------- |
| Stephanusfenster | Stephanusfenster       | Südliches Seitenschiff | Östliches Halbfenster des Bayernfenster-Zyklus. Steinigung des Stephanus. Das Hauptbild zeigt das Wirken und die Verurteilung des hl. Stephanus. Darunter sind die vier heiligen Bischöfe Gregor von Spoleto, Apollinaris, Papst Silvester I. und Maternus dargestellt.                                                                                        | 1848                   | Max Emmanuel Ainmiller, Heinrich Maria von Heß |
| Pfingstfenster | Pfingstfenster         | Südliches Seitenschiff | Östliches Vollfenster des Bayernfenster-Zyklus. Ausgießung des Heiligen Geistes auf die Jünger. Über dem Hauptbild wird die Schlüsselübergabe an Petrus gezeigt. Darunter die Darstellung der vier lateinischen Kirchenlehrer Ambrosius von Mailand, Gregorius, Hieronymus, Augustinus.                                                                        | 1848                   | Max Emmanuel Ainmiller, Heinrich Maria von Heß |
| Abbildungen | Beweinungsfenster      | Südliches Seitenschiff | Mittleres Vollfenster des Bayernfenster-Zyklus. Darstellung der Kreuzabnahme und der Beweinung Christi. Darüber die Darstellung des letzten Abendmahls sowie in Grisaille Christus und Maria Magdalena sowie Christus und der ungläubige Thomas. Darunter die vier Evangelisten Matthäus, Markus, Lukas und Johannes.                                          | 1847                   | Max Emmanuel Ainmiller, Heinrich Maria von Heß |
| Anbetungsfenster | Anbetungsfenster       | Südliches Seitenschiff | Westliches Vollfenster des Bayernfenster-Zyklus. Die beiden biblischen Szenen über die Anbetung der Hirten und die Anbetung der Heiligen Drei Könige sind zu einem Bild zusammengefasst. Darüber die Verkündigung an Maria zwischen den Grisaillen von Adam und Eva sowie der Maria Immaculata. Unten die vier Propheten Jesaia, Jeremia, Ezechiel und Daniel. | 1846                   | Max Emanuel Ainmiller, Heinrich Maria von Heß  |
| Johannesfenster | Johannesfenster        | Südliches Seitenschiff | Westliches Halbfenster des Bayernfenster-Zyklus. Das Hauptbild zeigt die Predigt Johannes des Täufers in der Wüste. Darüber Geburt und Taufe des Johannes. Darunter Helena, Konstantin der Große, Karl der Große und Friedrich Barbarossa. | 1847                   | Max Emmanuel Ainmiller, Heinrich Maria von Heß |

## Fenster in den Turmhallen und in der Westfassade
| Grob schematisierter Grundriss des Kölner Domes auf Basis diverser alter Grundrisse nachgezeichnet. Westfassade und Turmhallen farblich hervorgehoben | Westfassade und Turmhallen           | Westfassade und Turmhallen   | Westfassade und Turmhallen | Westfassade und Turmhallen    | Westfassade und Turmhallen                |
| Grob schematisierter Grundriss des Kölner Domes auf Basis diverser alter Grundrisse nachgezeichnet. Westfassade und Turmhallen farblich hervorgehoben | Bezeichnung                          | Lage                         | Kurzbeschreibung | Datierung                     | Künstler                                  |
| --- | ------------------------------------ | ---------------------------- | --- | ----------------------------- | ----------------------------------------- |
| Die Schöpfungsgeschichte | Die Schöpfungsgeschichte             | Nördliche Turmhalle          | Halbfenster über dem Portal mit Motiven der Schöpfungsgeschichte. | 1884, rekonstruiert 1993–2010 | Johannes Klein                            |
| Die Ordnung der Welt | Die Ordnung der Welt                 | Nördliche Turmhalle          | Bilderzyklus über die Ordnung der Welt: Darstellung der Elemente, der Monate, der Jahres- und Tageszeiten und der sieben freien Künste. | 1884 rekonstruiert 1993–2010  | Johannes Klein                            |
| Die Urgeschichte und die Patriarchen | Die Urgeschichte und die Patriarchen | Nördliche Turmhalle          | Szenen aus dem Alten Testament: die Sintflut, die Abrahams-Erzählungen und das Leben Josefs. | 1884                          | Johannes Klein                            |
| Geschichte des Volkes Gottes | Geschichte des Volkes Gottes         | Nördliche Turmhalle          | Geschichte des Volkes Israels von der Auffindung Mose bis zum Wiederaufbau des Tempels. | 1884                          | Johannes Klein                            |
| Jesus von Nazareth | Jesus von Nazareth                   | Südliche Turmhalle           | Szenen aus dem Leben Jesu von der Verkündigung an Joachim bis zum Pfingstgeschehen. Rechts unten Logo der Saturn GmbH für die Stifter Waffenschmidt und Mitarbeiter | 1884, rekonstruiert 2005      | Johannes Klein                            |
| Abbildungen | Die Offenbarung des Johannes         | Südliche Turmhalle           | Darstellung der Offenbarung des Johannes: von der Vision des Johannes bis zur Darstellung des neuen Jerusalem. Abbildungen zeigen u. a. Buch mit sieben Siegeln, Alpha und Omega, Vier apokalyptische Reiter, die Hure Babylon, der Engel fesselt den Drachen (Tausendjähriges Reich). | 1884, rekonstruiert 1993–2010 | Johannes Klein                            |
| Die Gleichnisse | Die Gleichnisse                      | Südliche Turmhalle           | Abbildung des Gleichnisses vom verlorenen Sohn (linke Bahnen) und vom barmherzigen Samariter (rechte Bahnen). | 1884, rekonstruiert 2002      | Johannes Klein                            |
| Das jüngste Gericht | Das jüngste Gericht                  | Südliche Turmhalle           | Halbfenster über dem Portal mit Motiven des jüngsten Gerichts. | 1884, rekonstruiert 2010      | Johannes Klein                            |
| Abbildungen | Großes Westfenster                   | Westfassade                  | 22 Meter hohes Fenster mit sechs Bahnen und doppeltem Maßwerk. Darstellung von 18 alt- und neutestamentlichen Szenen über gute und schlechte Taten: u. a. Mose zeigt Gesetzestafeln, Kain und Abel, Reicher Mann und armer Lazarus, Pharisäer und Zöllner, Verlorener Sohn, Steinigung des Stephanus. Fensterbekrönung zeigt das Jüngste Gericht. Gestiftet von Kronprinz Friedrich und seiner Frau Victoria. Eingesetzt 1877, 1941 Ausbau zum Schutz gegen Kriegszerstörung, erst 1993 wieder im Dom eingesetzt. | 1865–1870                     | Carl Julius Milde / Johann Jacob Achelius |
| | Ornament                             | Triforium in der Westfassade | Zwölf Lanzettfenster im Triforium unterhalb des Westfensters. | 1993                          | Arnold Wolff                              |

### Allgemeine Darstellungen
- Ulrike Brinkmann, Rolf Lauer: Die mittelalterlichen Glasfenster des Kölner Domchores. In: Himmelslicht. Europäische Glasmalerei im Jahrhundert des Kölner Dombaus (1248–1349). Ausstellungskatalog Schnütgen-Museum Köln, 20. November 1998 bis 7. März 1999, Josef-Haubrich-Kunsthalle Köln, Köln 1998.
- Rolf Lauer: Die Glasmalereien. In: Arnold Wolff, Toni Diederich: Das Kölner Dom Lese- und Bilderbuch. Köln 1990, S. 89–97.
- Herbert Rode: Die mittelalterlichen Glasmalereien des Kölner Domes (= Corpus Vitrearum Medii Aevi. Deutschland IV, 1). Deutscher Verlag für Kunstwissenschaft, Berlin 1974, ISBN 3-87157-046-X.
- Herbert Rode: Der Kölner Dom, Glasmalereien in Deutschlands größter Kathedrale. Verlag Josef Hannesschläger, Augsburg 1968.